# カロン・ド・ボーマルシェ
ボーマルシェ（Beaumarchais）こと本名ピエール＝オーギュスタン・カロン（Pierre-Augustin Caron, 1732年1月24日 - 1799年5月18日）は、18世紀フランスの実業家、劇作家。
現在は『セビリアの理髪師』、『フィガロの結婚』、『罪ある母』からなる「フィガロ3部作」で名高いが、劇作を専門としていたわけではなく、始めは時計師、次いで音楽師、宮廷人、官吏、実業家、劇作家など様々な経歴を持つため、フランス文学者の進藤誠一はボーマルシェを「彼ほど多種多様の仕事をし、転変極まりない生涯を送った作家も珍しい」と評している。

## 生涯

### 少年期
1732年1月24日、パリのサン＝ドニ街（現在のパリ1区、2区を走るRue Saint-Denis界隈）にて、アンドレ＝シャルル・カロンとマリー＝ルイーズの間に、ピエール＝オーギュスタン・カロンは生まれた。ピエールは10人兄妹の7番目であるが、そのうち4人は夭折しており、無事に育った男児は彼のみであった。父親のアンドレは先祖代々プロテスタントであったが、結婚前年の1697年にカトリックに改宗している。若い頃は騎兵でもあったが、ピエールが生まれたころには時計職人として生計を立てていた。単なる平民に過ぎなかったが、文学を愛好し、この時代の平民としてはかなり正確なフランス語運用能力があったことが遺されている手紙からうかがえる。母親であるマリー＝ルイーズに関しては、ほとんどわからない。パリの町民階級出身であることが分かっているのみであるから、彼らは身分の釣り合った普通の夫婦であったといえるだろう。この家族について特筆すべきなのは、ピエールを取り巻く5人の姉妹たちである。長姉マリー＝ジョセフ、次姉マリー＝ルイーズ、三姉マドレーヌ＝フランソワーズ、それに2人の妹、マリー＝ジュリーと、ジャンヌ＝マルグリートである。とくに妹たちは、ピエールと芸術の趣味が合ったらしく、ともに音楽を奏でて楽しんだという。この時に培われた音楽的素養は、彼が成人してからフランス社会で一歩ずつ社会的地位を高めていくのに、大きな役割を果たしたのであった。
家族の暖かな愛情に包まれて育ったピエールは、3年間の普通教育(おそらく獣医学校か)を修了したのち、13歳で時計職人である父の跡を継ぐべく工房に入って修業を始めた。ところが遊びたい盛りのピエールにとって、信心の篤い父親のもとでの修業は息苦しいものであったらしい。18歳のころ、放蕩の限りを尽くした挙句、工房の商品である時計を無断で持ち出して売却するという事案を起こし、父親の激しい怒りを買って勘当されてしまった。幸い父親の友人や母親のとりなしがあり、数か月後には父親の赦しを得たが、その代わりとして父親の出した厳しい条件を呑まねばならなかった。この条件によって以前のように遊べなくなったピエールは、真面目に時計職人として邁進するのであった。
こうした真面目な修業が実を結んで、1753年、21歳の時に時計の速度調節装置の開発に成功した。ピエールがこの装置を開発するまでは時刻を正確に刻む技術は発見されておらず、各々の時計が指し示す時刻がばらばらであったから、この発明は画期的であった。若くして素晴らしい発明を成し遂げたことを知らせようと、同年7月23日、父親の友人であった王室御用時計職人ルポートにこの装置を見せたという。
ところが、ルポートはこの装置を自らの発明と偽ってメルキュール・ド・フランス誌に発表してしまった。ルポートは、王室御用時計職人という肩書からもわかるように、当代随一の時計職人であり、様々な宮殿で使用されている時計の制作者であった。まさに時計業界の重鎮であったわけで、それほどの権威を持つ自分に無名の職人が歯向かってくるはずもないと考えてのことであったのかもしれない。ピエールはメルキュール誌に載った記事を直接見なかったようだが、幸いなことに彼が装置の開発に取り組んでいたことを知っていた人物(同業の時計職人と思われる)が知らせてくれたおかげで、ルポートの裏切りを知るところとなった。この人物への返信が遺されているが、そこには、相手がたとえ業界の重鎮であろうと怖気づかず、自身の発明に確固たる自信を持ち、権威である科学アカデミーに裁定を委ねようとする冷静沈着な態度が現れている。この内容通りに、ピエールは科学アカデミーに自身の発明した装置の下絵を提出して裁定を願い出るとともに、メルキュール誌にも抗議文を送付して掲載させた。この抗議文が掲載されるとルポートもさすがに焦ったようで、自身の業績や抱える顧客を例に挙げて社会的な信用の高さを示そうとしたが、このような卑劣な行為にピエールはますます激昂し、自身の正しさを証明しようと躍起になった。1754年2月23日、この一件に科学アカデミーからの裁定が下った。ピエール＝オーギュスタン・カロンの主張を全面的に支持し、ルポートは単なる模倣者に過ぎないことを認める内容であった。
ピエールは、この一件で世に広く知られるようになった。国王ルイ15世への謁見を許され、高貴な人々からたくさんの注文を受けたことで、ルポートを追い落として正式に王室御用の時計職人となったのである。国王の注文に応じて製作した極薄の時計や、王姫のために制作した両面に文字盤のある時計も評判をとったが、何より宮中で話題となったのは国王の寵姫ポンパドゥール夫人のための指輪時計であった。この時計は直径1センチにも満たない極小の時計であったために龍頭を削ぎ落とさねばならなかった。まるで時計として使えないのではないか、と不審がる国王に向かって、若き時計職人は文字盤を取り囲んでいる枠を回転させれば、時計として機能を果たすことを示した。その卓越した技術に、宮中は大いに唸ったという。

### 初めての結婚
こうして、時計職人としてもっぱらヴェルサイユ宮殿に出入りし、高貴な人々の注文に応じて時計の製作に励んでいたピエールであったが、それを切っ掛けとして彼に一人の女性との出会いが訪れた。ヴェルサイユ宮殿で彼を見かけ、その評判と若さに惹かれた人妻、フランケ夫人が彼の工房に時計の修理を目的として訪れたのである。彼女の夫であるピエール＝オーギュスタン・フランケは、パリ郊外に土地を所有しており、王室大膳部吟味官(簡潔に言えば、料理の配膳係)という役職を務める貴族であった。初めは単なる時計職人とその顧客という関係でしかなかったが、フランケ夫人の希望もあって急速に夫妻とピエール(カロン)の関係は深まっていった。フランケはすでに齢50歳を超えて体力的にもかなり衰えていたため、夫人の助言を聞き入れて「王室大膳部吟味官」の役職をカロンに売り渡すことにした。1755年11月9日、ルイ15世直筆の允許状を手に入れ、ピエールは正式に宮廷勤務の役人となった。宮廷に出入りする単なる時計職人から、佩刀を許された役人として社会的な地位を一つ高めたのであった。
フランケ夫人との出会いは出世の役に立ったが、そのピエールとフランケ夫妻の三角関係は世間で広く噂されるようになった。フランケは病気に苦しんでおり、その夫人とピエールは若くて魅力的である。間違いが起こらないほうが不思議な状況であって、実際に夫人とピエールがいつごろから恋仲となったのかはわからないが、遺されている往復書簡から察するに1755年末にはすでに関係があったと思われる。この書簡からは、少なくともフランケ夫人は不倫に悩み苦しんでいることがうかがわれるが、ピエールは悩みや謝罪の色などつゆも見せておらず、ただ恋にのぼせた者にありがちな身勝手な考えが示されているのみである。1756年1月3日、フランケは脳卒中でこの世を去った。ピエールが役職を得てからまだ2か月しか経っておらず、その代金支払いに着手もしていないころであった。ピエールは運よく、夫人も役職も、ただ同然で手中に収めたのである。
1756年11月22日、正式にフランケの未亡人とピエールは結婚した。身分の釣り合わないこの結婚に父親は許可を与えてはいるが、結婚式に出席していないため、こころから祝福していたかどうか疑問である。だがともかく、ピエールはこうして父親のもとから完全に独立したのである。妻の所有地の土地(Bos Marchais)の名前を借用してカロン・ド・ボーマルシェと貴族を気取った名前を使用し始めたのもこの頃であるが、これは単に彼の自称に過ぎず、正式に貴族に列せられた訳ではない。実態は単なる宮廷勤務の役人であったわけだが、こうした貴族風の名前を使い始めたところから察するに、すでにこの頃には強烈な出世願望が彼のこころで燃え上がっていたと考えられる。
さて、初めての結婚生活はどうだったか。結婚後2か月してからの彼の手紙からは、妻の変貌にうんざりした様子が窺える:
上記のように新婚早々、結婚生活に幻滅したボーマルシェであったが、この結婚生活は長く続かなかった。結婚から1年も経たないうちに妻は腸チフスに倒れ、そのまま亡くなったのである。1757年9月29日のことであった。ところが、ボーマルシェを直撃した災難はこれだけではなかった。結婚契約書の登録を怠っていたために、妻の遺産は妻の実家に転がっていってしまうし、新婚生活での借金は自身に降りかかってきたのである。ボーマルシェはこの一件で、数年間窮乏に苦しむこととなる。

### 大富豪パーリ＝デュヴェルネーとの出会い
最初の妻を失った翌年、母をも失った。結婚生活で生じた借金のおかげで財政的には極めて苦しかったため、仕事に励む一方で、相次いで大切な人を失った寂しさを紛らわせるために文学と音楽に打ち込んだ。16世紀から18世紀まで幅広く、しかも外国の作家にまで傾倒していたという。幼い頃から音楽に親しんで来たことは先述したが、ボーマルシェ自身もハープの名手であり、当時は新しい楽器であったハープに改良ペダルをつけ、より音色が美しくなるように工夫するなどして宮廷で評判をとっていた。ルイ15世の4人の王姫はボーマルシェの楽才に魅せられ、たちまちとりことなり、彼に自身の音楽教師となるように要請した。この要請に、ボーマルシェ自身の男性的な魅力が影響していたかどうかはわからない。ボーマルシェは音楽を専門としているわけでもなく、単なる小役人に過ぎなかったため、金銭をもらってレッスンすることはできなかった。無料での労働であったわけだが、王姫の機嫌を損ねでもしたらすぐに国王の知るところとなって、単なる小役人の首などすぐに吹っ飛ぶため（職と命、ともに簡単に飛ぶ）、細心の注意を払ってレッスンに臨んだに違いない。神経をすり減らしつつ、才気と魅力を最大限に活用して王姫たちに仕えた結果、彼女たちから絶大な信頼を獲得するに至ったのである。

ルイ15世の王姫たち。左からアデライード、ヴィクトワール、ソフィー、ルイーズ
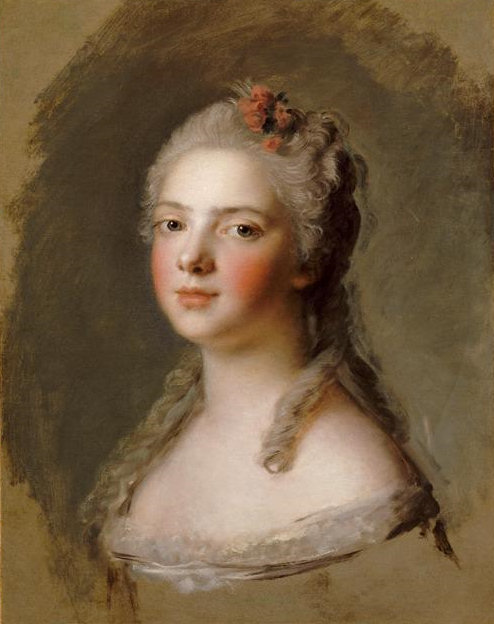
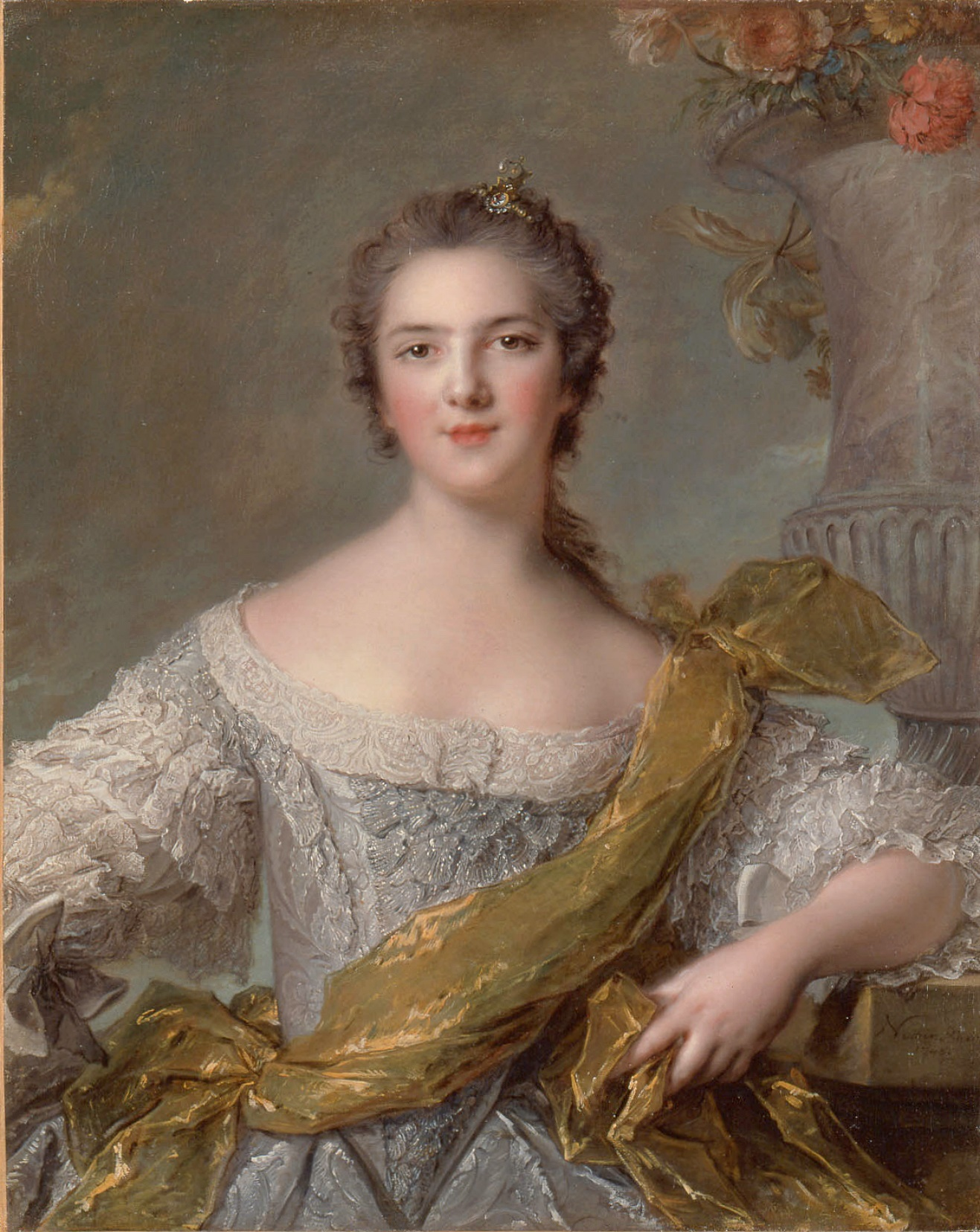
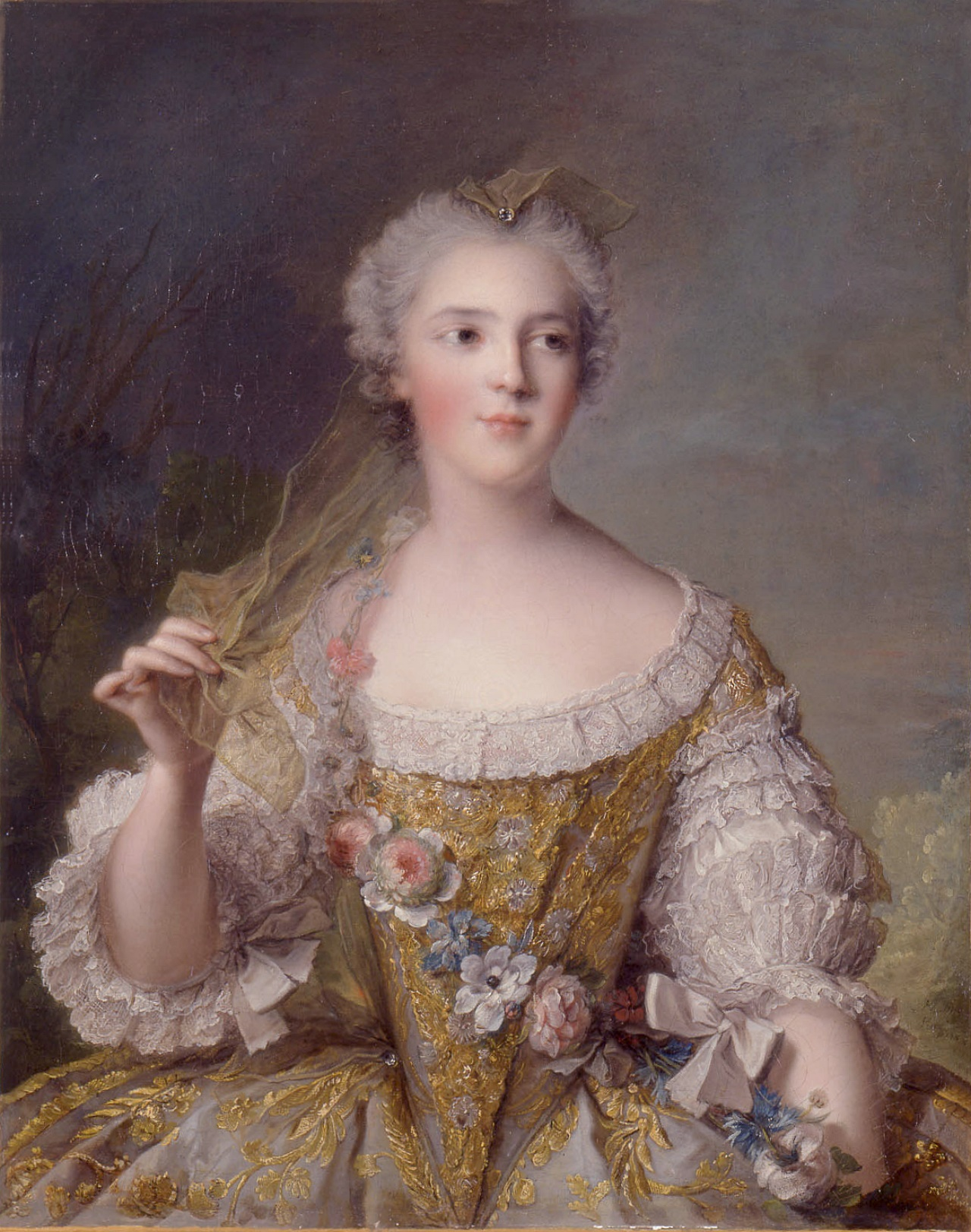
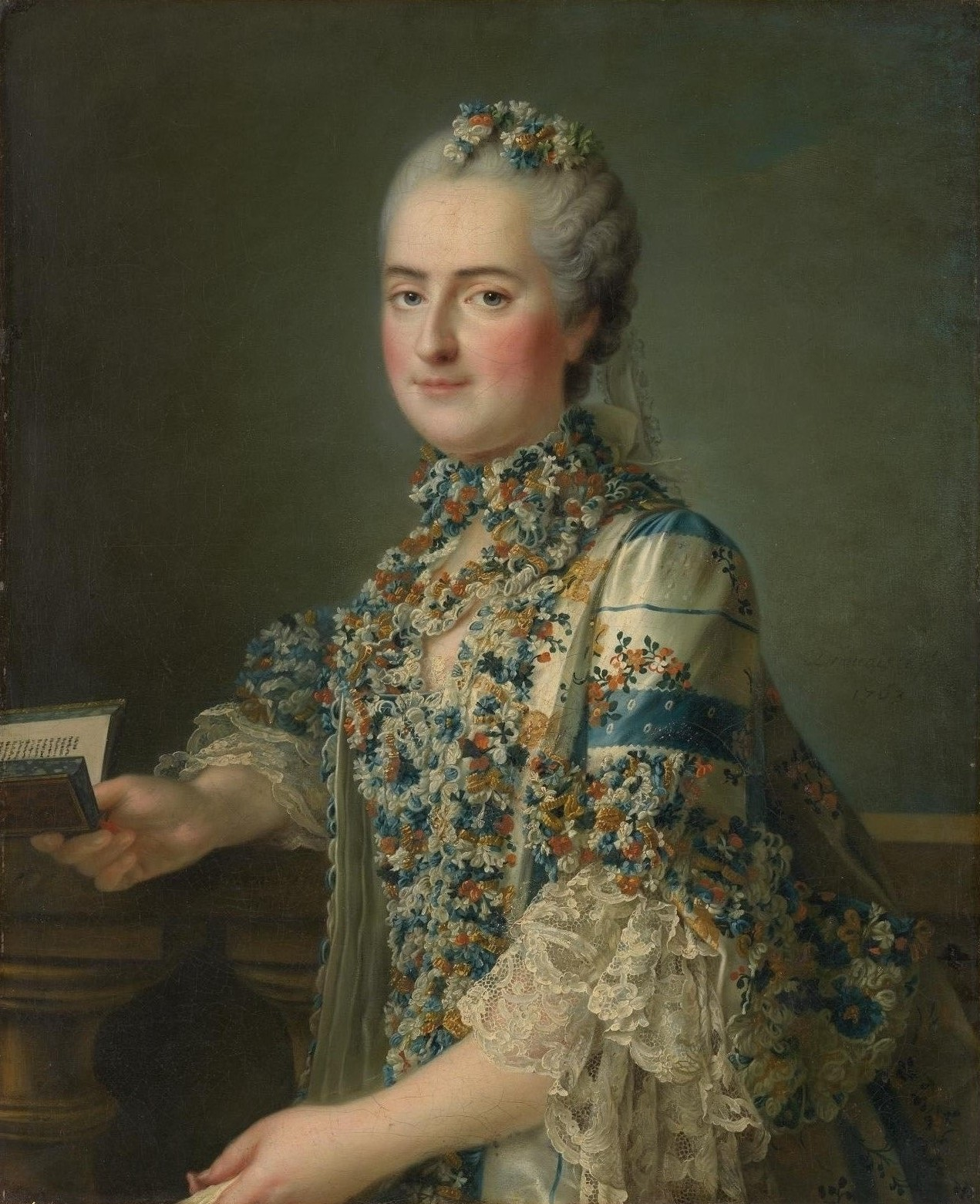

4人の王姫たちから絶大な信頼を獲得していたことは、当時のボーマルシェが起こした決闘事件の顛末からも明白である。ある貴族に侮辱、挑発されたボーマルシェは、当時禁止されていた決闘に応じて、相手に重傷を負わせた。決闘を行うことだけでも重罪であったが、もし相手の口から自身の名前が出た場合、復讐や処罰の対象となってしまうので、それを恐れて王姫たちに庇護を求めたのである。王姫たちは事情を父である国王に打ち明け、決闘事件に関する口止め工作を了承した。幸いなことに相手の貴族が「原因は自分自身にある」としてそのまま死んでいったため、工作を行う必要はなくなったが、この一件は国王家からの篤い信頼を獲得していたことの裏付けとなっている。
王姫たちへのレッスンは国王家の信頼を獲得するのに役だっただけでなく、ボーマルシェの財政状況の改善へも間接的に影響を与えた。直接的な影響としては、王姫たちの気ままな買い物やコンサートの費用を立て替えたり、王家に仕える者としての身なりを整える費用やらで、むしろ悪影響を与えたともいえるが、彼女たちを通じて国王家の信頼を勝ち取ったことで、18世紀における最大の金満家であるパーリ＝デュヴェルネーと出会い、一気に財政状況が改善されたのである。
ルイ15世治下のフランス経済は、4人のパーリ兄弟によって動かされていた。パーリ＝デュヴェルネーはその3番目であったが、兄弟の中でも特に商才に長けていたという。ルイ15世の愛人ポンパドゥール夫人などの貴族たちと結びついて急速にのし上がっていき、オーストリア継承戦争や七年戦争の折にはフランス王国軍の御用商人となり、巨万の富を築いた。1751年にポンパドゥール夫人と組んで士官学校の建設に乗り出し、1750年代末にはほとんど完成していたが、ちょうど運悪くフランスが七年戦争でイギリスに敗北を喫したころであり、ポンパドゥール夫人との不仲もあって、ルイ15世はこの士官学校に極めて冷たい態度を示した。すでに75歳と、当時としてはかなりの老齢であったパーリ＝デュヴェルネーにすれば、後世に遺す自らの記念碑が王に冷たくあしらわれるなど心中穏やかでなく、どうにかしようとあれこれ動いて万策尽きた結果、国王家の信頼の篤いボーマルシェに目を留めたのであった。

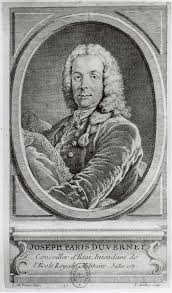
パーリ＝デュヴェルネー

野心みなぎるボーマルシェのことだから、この大金持ちの老人に恩を売っておけばどれほどの見返りがあるか、瞬時に理解したことだろう。ボーマルシェはこの富豪に恩を売るべく、まず4人の王姫たちに目を付けた。日ごろから彼女たちの願いにきちんと確実に答えてきた彼にとって、退屈しきった彼女を口車に乗せて、若い男の大勢いる士官学校に連れていくことなどたやすいことであった。士官学校を訪れた彼女たちはデュヴェルネーによって盛大に迎えられ、彼に向ってボーマルシェを褒めちぎるなど、大満足して帰っていったという。士官学校を訪れた娘たちが喜んでいるのを知って、国王ルイ15世は大いに心を動かされ、1760年8月12日、ついに士官学校を訪問したのだった。悲願を果たしたデュヴェルネーは、ボーマルシェにそのお礼として、様々な経済的な援助を惜しみなく与えた。6000リーヴルの年金、得意の金融業での助言、指導、融資など、窮乏に苦しんでいるボーマルシェにとってはどれも有り難いものばかりであった。こうして一気に財政状況は改善され、以後鰻登りのごとく、豊かになっていったのである。
1761年12月、ボーマルシェはデュヴェルネーに用立ててもらった55000リーヴルに、手持ち金30000リーヴルを加えて、「国王秘書官」という肩書を購入した。この肩書は「平民の化粧石鹸」などと呼ばれて蔑視されていたが、間違いなく金になる肩書であり、その上購入者の身分がどうであれ正式に貴族として認められる職業であった。さらに1762年に入ると、当時フランスを18の区に分けて管轄していた「森林水資源保護長官」のひとつに空きが出た。巨額の収入をもたらすポストであり、それだけに値段も高かったが(現在の日本円で5000万前後)、デュヴェルネーは惜しげもなくこれに必要な資金を提供した。この時は他の長官たちの猛反対に遭って、王姫たちの後押しも虚しく手に入れることはできなかったが、その代わりに翌年になって「ルーヴル狩猟区王室料地管理ならびに国王代官区における狩猟総代官」なる肩書を手に入れた。王室の料地を管理し、密猟者がいれば捕縛して裁くのが任務である。「代官」とあるように本来は「管理長官」たるラ・ヴァリエール公爵が任務にあたるべきなのだが、ほとんどの仕事をボーマルシェがこなしたという。彼は1785年まで、22年間に亘ってこの仕事を続けた。この肩書を手に入れたのと同じころ、4階建ての家を建て、父親と2人の妹を引き取ったり、ポリーヌ・ルブルトンという西インド諸島出身の女性と恋仲になったりしている。ポリーヌは大変な美女であったらしいが、所有地に関連して負債を抱えていたために、再婚には慎重になっていたようだ。フランケ夫人との結婚の後始末で、ずいぶん辛酸を舐めたことが影響しているのだろう。

### スペイン滞在
1764年2月、ボーマルシェとその一家にとって大問題が発生した。スペインに居住する次姉が「結婚の約束を同じ男に2度も破談にされ、ひどい侮辱に苦しみ、泣きはらしている」との知らせが舞い込んできたのである。ボーマルシェはこの一件を、後年になって『1764年、スペイン旅行記断章』として記しているが、事実に即して書かれておらず、多分にフィクションを含んでいる。
次姉マリー＝ルイーズは、長姉マリー＝ジョセフが1748年に石大工の棟梁ルイ・ギルベールと結婚してスペインのマドリードに移住した際に、彼らにくっついていった。彼女は同地で、軍需省に努めていたクラビーホという男と親しくなって結婚の約束までしたが、姉であるマリー＝ルイーズに慎重になるように忠告されたため、結婚を引き延ばしていたのであった。クラビーホは才能のある男で、スペイン陸軍に関する著作を発表するなどして頭角を現し、文芸誌を創刊したり、スペイン王室古文書管理官に任命されるなど、順調に出世していった。結婚の約束から6年が経ったある日、妹を任せるのに問題なしと判断したマリー＝ジョセフは、彼に結婚の約束を履行するように迫ったが、クラビーホはなかなか首を縦に振らなかった。出会いからあまりに時間が経ちすぎていたし、マリー＝ルイーズも33歳になっており、決して若いとは言えなかった。その美しさに陰りが見えていたし、出世を果たしたクラビーホはその辺の女など相手にしなくとも、もっと有利な結婚相手を見つけることができたのである。何より、クラビーホは優柔不断な男であった。マリー＝ジョセフの求めに応じて、素直に従っているようなふりをして結婚の準備を進めておきながら、いざ結婚式当日に失踪したのである。フランス大使に訴えられたらどうなるかわからないとの思いからか、自身の行為が情けなくなったのか、どういう考えからかはわからないが、この時は自ら姿を現して姉妹に謝罪し、結婚の履行を承諾したが、再び式の3日前に失踪したのであった。
『1764年、スペイン旅行記断章』では、「悲嘆に暮れ、世間から後ろ指を指されて泣きはらしている次姉マリー＝ルイーズの名誉回復のために、知らせを受けてすぐに馬に乗ってスペインに駆け付けた」ことになっているが、これは事実ではない。マリー＝ルイーズはクラビーホのほかに、フランス商人のデュランという男をすでに婚約者として見つけていたし、ボーマルシェもその父親も、彼らの間柄を手紙で祝福している。さらに、ボーマルシェがパリを発つ許可を国王からもらったのは、4月7日のことだった。出発はそれよりさらに後のことだろうから、この事実からも急いで駆けつけようとしていないことは明らかである。この出発許可を獲得するために提出した手紙では、スペインへ行く目的として家庭の事情を挙げている。確かにそれも目的の一つには違いないのだが、それはあくまで名目で、本当の目的はフランスースペイン間の重要な通商問題（簡潔に言えば、新大陸の植民地の利権を寄越せ、というもの）を解決することにあった。同じ手紙で、スペイン駐在フランス大使への推薦状を依頼しているのはそのためである。こうしてフランスを発ったボーマルシェが、マドリードに到着したのは5月18日のことであった。急げば2週間足らずで到着する距離だが、途中でボルドーやバイヨンヌなどの都市に立ち寄っているところを見るに、自身に託された重要な使命について思案を巡らせていたのかもしれない。
彼に託されたフランスースペイン間の通商問題とは、七年戦争の手痛い敗戦に起因するものである。1763年2月10日に締結されたパリ条約によって戦争は終結したが、敗戦国フランスは大量の領土を失い、同じく領土を失った同盟国スペインに西ルイジアナ地方を割譲したのであった。政治的にも経済的にも、とにかく大打撃を被ったフランスは、一刻も早く立ち直ろうと、フランス経済界の重鎮であったパーリ＝デュヴェルネーを中心に据えて計画を立て、スペイン王家に対していくつかの提案を行ったのだった。その使者として選ばれたのが、ボーマルシェである。
まず、あくまで名目でしかない次姉の結婚問題についてマドリードでどのように活動したか。『断章』によれば、マドリードに到着したボーマルシェは、姉や友人たちに囲まれて次姉と再会し、事の顛末を仔細に亘って聞き出し、名前を明かさずにクラビーホと会う約束を取り付け、証人を連れ添って文芸誌の編集長たるクラビーホの事務所へ乗り込んだという。旅の目的を問われたボーマルシェは、たとえ話を装って、2人の娘をマドリードに居住させるフランス人商人の話をし始め、彼女たちの結婚について問題が起こったためにやってきたのだと告げた。確信が持てないままに、しかし妙に目の前で語られる話が自分の体験している事情と似ていることにクラビーホは首をひねりつつ聞いていたようだが、ボーマルシェの種明かしによってとどめを刺され、しばらく茫然自失の状態であったという。さらなる追及を受けて、逃れられなくなったクラビーホは、マリー＝ルイーズへ向けて謝罪文書を認めた。さらに踏み込んで徹底的に破滅へ追い込むこともできたが、フランス大使から穏便に済ませるように忠告されていたし、クラビーホはスペイン王室に強力な後ろ盾を持っており、本来の目的である通商問題の解決に使えると踏んだのか、3度目の約束となる婚約書を作成させるにとどめたのであった。
ところが、相変わらずクラビーホは優柔不断で卑劣な男であった。どう考えても割に合わない話だと思い直したのか、あちこちを逃げ回った挙句「ピストルで脅されて結婚を強制された」とスペインの宰相に訴え出たのである。窮地に陥ったボーマルシェであったが、訴えから逃げ出すことなく、自ら宰相のもとへ赴いて自身の潔白を主張し、クラビーホの公職追放(1年間で解除されたが)という逆転勝利を収めたという。この件に関して伝わっている話はここまでで、結局その後マリー＝ルイーズはどうなったのか正確にはわからない。どうやらクラビーホともデュランとも結婚せず、独身のまま過ごしたらしい。
本来の目的である通商問題に関してはどうだったか。まずボーマルシェは、問題解決のために有力な貴族を探し始めた。手始めにスペイン社交界の有力者であったフエン＝クララ侯爵夫人に近づき、彼女のサロンに出入りするうちに、スペインの将軍と結婚したフランス人、ラクロワ夫人と出会った。ボーマルシェを見て望郷の念に駆られたか、それとも彼の魅力に取りつかれたのか、理由は定かではないが、夫人は彼を連れ歩くようになり、スペイン社交界での彼の売り込みに大いに協力してくれたのであった。おかげで、在スペインのイギリス大使やスペイン宰相の知遇を得ることに成功した。ところが、結果的にラクロワ夫人の存在が邪魔となった。通商問題の解決のためにもうひと押し必要と考えたボーマルシェは、ラクロワ夫人をけしかけて、彼女に国王カルロス3世の愛人となるよう依頼した。夫人は見事にそれを果たしたのだが、国王の愛人となった夫人は、自分の立場を危うくするようなことはしたがらなくなった。夫人を通じて国王から譲歩を引き出そうとしたボーマルシェの試みはこうして失敗に終わり、そのまま状況を変えられることなく、帰国の日を迎えたのであった。スペイン宰相グリマルディは、ボーマルシェに持たせた手紙の中で彼への好意を率直に示しているが、とにかく使命の遂行には失敗した。

### 森林開発を巡って
1年間のスペイン滞在は、外交的な成果は何一つないものであった。スペイン文化の吸収という点で、個人的な収穫はあったかもしれないが、祖国フランスへは貢献できなかったし、恋人をも失った。彼がフランスに帰国すると、婚約関係にあったポリーヌ・ルブルトンとは関係がすっかり冷え込んでしまっていた。そうなった原因はわからないが、おそらく不在期間が長すぎたのであろう。この頃彼らの間に交わされた手紙ではお互いを非難しあっており、まるで噛み合っていない。結局ポリーヌは別の男性と結婚し、こうしてボーマルシェは人生で(おそらく)初めて失恋の悲しみを味わった。その悲しみを癒そうとしてか、1766年、事業家としてシノンの森林開発に乗り出した。
シノンはパリから遠く離れたトゥーレーヌ地方の要衝で、この郊外に広がる広大な森林は国王の所有地であった。1766年の末、この森の一部が売りに出されることを知ったボーマルシェは、パーリ＝デュヴェルネーから融資を受け、この森の開発事業に乗り出すことにした。ところが、彼が就いていた公職「ルーヴル狩猟区王室料地管理ならびに国王代官区における狩猟総代官」が森林を取得するのに障害となった。この長ったらしい職名を見ればわかるように、この職の任務は「国王所有地を守り、管理する」ことであった。そのような職業に就いている男が、国王所有地の売却に際して真っ先にそれに飛びつき、開発して利益を得ようとしているというのは極めて具合が悪い。これは現在で言えばインサイダー取引と同じようなものであるから違法であるし、当時の法律でも森林に関する公職に就く者が森林の競売に参加することは固く禁じられていたので、やはり違法なのであった。
困ったボーマルシェが思いついたのは、召使セザール・ルシュユールを名義人に仕立てあげることであった。これ自体法律の抜け穴をくぐった脱法行為であるが、当時としてはそれほど珍しいことでもなかったらしい。1767年2月、ボーマルシェは私的な証書を作成し、ルシュユールに単なる名義だけの存在であることを確認させたが、この召使は中々狡猾な男であった。ルシュユールは、主人であるボーマルシェがなぜ競売に参加せずに自分を名義人に立てたか、その理由を知った途端に主人を脅し、口止め料として2000リーヴルを要求した。ボーマルシェはこの要求を一蹴し、ピストルを突き付け、2度とこの類の脅迫をしないことを誓わせた。だが、ルシュユールは主人が知らない間にシノンへ足を延ばし、仕事でミスを犯して首になっていた森林開発の小役人であるグルーと結託して共同で会社を設立し、勝手に森林の開発に乗り出した。この行為を知って、ボーマルシェが激昂したのは当然であった。彼は憲兵とともにすぐさまシノンへ馬を飛ばし、ルシュユールを捕縛したのち、公証人立ち合いのもとで裏切りを白状させた。ところが、懲りないルシュユールは、解放されて再び自由を手に入れると、グルーと共謀して森林監督代官にボーマルシェの不法行為を訴え出た。代官はルシュユールの主張を支持し、名義人である彼の権利を認めた上、ボーマルシェに召喚状を発して、彼に対する暴行及び脅迫の罪で出頭を命じた。
ボーマルシェからすれば、森林に関する公職に就いている以上は、自身の行為を暴露されたくはないし、かといって召使ごときに頭を垂れるなど耐え難いことであった。彼は、パリの森林監督庁に提訴して自身の権利を守ろうとする一方で、親しくしていた公爵を通じて大法官への謁見を願い出て、庇護を求めた。さらにルシュユールの身元を拘束するために、王の封印状( Lettre de cachet 、これさえあれば好き勝手に人を逮捕出来た)を手に入れ、シャトレ牢獄にぶち込もうと画策したのであった。ルシュユールも負けておらず、逆にボーマルシェを横領犯として告訴しようと、請願書を提出した。当時のパリの警察長官サルティーヌはボーマルシェと知り合いであり、彼には好意的であったが、この泥仕合を快く思っていなかったようで、どちらの主張にも与することなく、中立的な立場を取り続けた。
絶対に勝たねばならん、牢獄にぶち込まねばならぬ、と息巻くボーマルシェは、いくら請願を行っても無駄であることを察知し、ルシュユールの身内を懐柔して攻撃に利用することにした。ルシュユールの妻に働きかけて「夫が家財道具の一切を持ち出したために、生命の危機に晒された」との内容で訴訟を起こさせたのである。この仕打ちにはルシュユールも打つ手がなくなったのか、ついに降参し、法廷でボーマルシェが森林の本当の落札者であることを認めた。1768年3月21日、ようやくボーマルシェはルシュユールを牢獄にぶち込むことに成功したが、わずか4か月足らずで釈放されてしまった。この後も無益な裁判が2年に亘って延々続いたが、結局白黒を付けることなく、お互いの痛み分けということで決着がつけられた。
パーリ＝デュヴェルネーと出会い、事業家として着実に階段を上っていたボーマルシェにとって、シノンの森林開発事業は魅力的であったに違いないが、遺されている手紙から察するに、この森に相当な愛着を持っていたことが窺える。都会を離れて、素朴で親切な田舎人たちと交際し、大自然と調和した暮らしを送るよろこびが手紙には現れている。こうした愛着があったからこそ、徹底的に闘い抜いたのだと考えられるが、それにしてもボーマルシェとルシュユールの繰り広げたこの一連の騒動は、18世紀初頭から流行していた風俗喜劇をまさに地で行く、傍から見れば笑い話でしかない滑稽なものであったことも、指摘しておかねばならない。

### 劇作家としての誕生

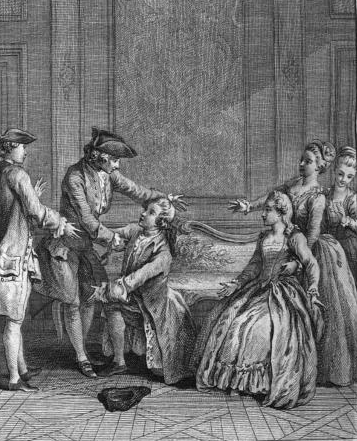
ユージェニーの挿絵

森林開発を巡って召使との滑稽な闘争を繰り広げていたボーマルシェであったが、何もその期間中ずっとそれにのめり込んでいたわけではなかった。この頃の彼の生活は、充実したものであった。劇作家として活動を始めたのもこの頃である。まず、デビュー作『ユージェニー』が1767年1月29日に、コメディー・フランセーズで初演された。この作品はまずまずの成功を収めたので、それに続いて第2作目『2人の友、またはリヨンの商人』を制作し、1770年1月13日に初演させたが、こちらは大失敗してしまった。この2作品のジャンルは町民劇と呼ばれるものであるが、状況設定に無理がある筋立てで、特にそれは2作目の『2人の友』において顕著である。上演はたった10回で打ち切られ、批評家からは「宮廷で職を購ったり、空威張りしたり、下手くそな芝居を書くよりも、よい時計を製作しているほうがずっとましだった」と、辛辣な批判を投げつけられる始末であった。これまでに見てきたボーマルシェの行動からいって、この件でも何らかの行動を起こすかと思いきや、この件に関しては沈黙を貫いた。おそらくかなり痛いところを突かれてすっかり意気消沈したのであろう。今後純然たる町民劇を書くことはなくなったが、その美学を放棄したわけではないことはフィガロの3部作によって示されるのである。
1768年4月、36歳のときにジュヌヴィエーヴ＝マドレーヌ・ワットブレドと再婚した。彼女は王室典礼監督官(1767年12月に死亡)の未亡人であったが、いつごろから交際を始めたのかはわからない。通常10か月間とされる服喪期間を無視してまで結婚していることから察するに、夫婦仲は相当に良かったようだ。同年の12月には長男が誕生しているところを考えると、未亡人となる前から関係があったのは確実であろう。夫妻の間には2人の子供が生まれたが、いずれも夭折した。夫人には亡き夫からの多額の年金が入るため、生活は豊かであったが、最初の結婚と同様にこの結婚も長くは続かなかった。1770年3月に娘を出産したころから夫人の健康は悪化し、肺結核に罹患して11月に死去してしまった。ボーマルシェは夫人を手厚く看護したと伝わる。夜中に肺結核の症状、激しい咳の発作に苦しむ夫人を哀れに思って、病気がうつると家族に忠告されても聞き入れず、ベッドを共にして彼女を労わり続けた。それを医者に強制的に止めさせられた際には、別のベッドを夫人の部屋に入れて、最期を看取ったという。

### ラ・ブラシュ伯爵との泥沼裁判
1770年は色々な意味でボーマルシェの生涯にとって重要な年となった。先述した夫人との死別もあったし、パーリ＝デュヴェルネーが亡くなった年でもあったからだ。デュヴェルネーはボーマルシェと知り合った1670年以来、経済的にも、精神的にも彼に惜しみない援助を与えた大恩人であった。しかし彼も齢86となり、死は確実に近づいていた。ボーマルシェは、その莫大な遺産を巡る問題の発生を未然に防ごうとして、金銭的な問題をきちんと生前に処理しておこうと考えた。この年に入ってからすぐ手紙でやり取りした結果、4月1日付で2通の証書を取り交わした。証書ではボーマルシェとデュヴェルネーの金銭の貸し借りが詳細に列挙され、デュヴェルネーにおよそ14万リーヴルの借金があったボーマルシェは、一度この借金を相殺して、小切手で16万リーヴルをデュヴェルネーに渡して、シノンの森開発計画からの撤退を認めることにした。一方でデュヴェルネーは、ボーマルシェが借金を全額返済したことを認めたうえで、逆に98000リーヴルをボーマルシェに借りているので、そのうちの15000リーヴルは請求があり次第返済し、今後8年に亘って750000リーヴルを無利子で貸し付けることを約束したのであった。
デュヴェルネーには子供がおらず、血縁関係としても甥パーリ・ド・メズィユーと姪の娘ミシェル・ド・ロワシーがいるのみであった。とくにミシェルをかわいがっていたデュヴェルネーは、その夫であるラ・ブラシュ伯爵を相続人に指定した。ボーマルシェがこの措置に不満を抱くのも、当然といえば当然であろう。血縁関係があり、かつ事業の功労者でもあるメズィユーが遺産相続の対象とならず、なぜ血縁関係も何もない赤の他人のラ・ブラシュ伯爵が相続の対象となっているのか常人には理解しがたい。ボーマルシェはメズィユーにも遺産を与えるべきだと手紙で伝えているが、効果はなかったようだ。
一方、棚から牡丹餅とはまさにこのことで、血縁関係もないのに莫大な遺産が転がり込んできたラ・ブラシュ伯爵からすれば、その遺産の持主たるデュヴェルネーと特別な関係にあるボーマルシェが目ざわりになるのも無理のないことであった。ボーマルシェは貴族の肩書を有しているとはいえ、もともとはただの平民、時計職人からの成り上がりであり、自分と対等の人間ではないし、デュヴェルネーの甥であるメズィユーと友人であるから何を仕掛けてくるかわからない、などと考えていたのかもしれない。彼が何を考えていたかは分からないが、彼とボーマルシェのそりが合わなかったのは確実で、ボーマルシェには憎悪ともいえる感情を抱いていたという。ボーマルシェは伯爵のこのような感情を察知していたからこそ、遺産相続に関して手紙で安心して付き合っていけるメズィユーにも遺産を分け与えるように伝えたのである。
1770年7月7日、デュヴェルネーがこの世を去った。それとともに、遺産を巡る闘争が始まった。ラ・ブラシュ伯爵は、ボーマルシェが心配していた通りに、彼とデュヴェルネーが生前に交わした契約を反故にし始めた。契約では「請求あり次第15000リーヴルを返却する」はずであった。そのためボーマルシェは契約に則って、伯爵に15000リーヴルを請求したが、伯爵からの返答は「契約自体の存在と有効性を疑う」という信じがたいものであった。この頃、両者は短期間のうちに何通もの手紙をやり取りしているが、全く噛み合わなかった。埒が明かないので、ボーマルシェは公証人の家に自身の正当性を主張する根拠となる証書を預け、伯爵に検討させた。その検討の結果、伯爵は「証書に書かれているデュヴェルネーの署名は、彼の自筆であるとは認め難いため、証書は本物ではない」と主張し、辣腕弁護士カイヤールを雇って「証書自体に不正が含まれている以上、無効であり、この契約は破棄されるべきである」と裁判所に訴え出たのであった。
伯爵陣営の主張は、極めて悪質で巧妙であった。この訴えにおいてボーマルシェを間接的にペテン師であると攻撃し、証書自体が虚偽であるのだから、ボーマルシェがデュヴェルネーに借金を完済し終えた事実もまた虚偽なのであって、すなわち依然として14万リーヴルの借金は残っており、相続人の伯爵にはその請求権があるという主張を堂々と行ったのである。デュヴェルネーとボーマルシェの間に存在した金銭の貸し借りは否定しないなど、都合よく曲解した末に生み出された主張であった。
この件の裁判は1771年10月に、ルーヴル宮殿内の法廷において始まった。この法廷ではデュヴェルネーとボーマルシェとの間に交わされた証書の真偽が精査され、その結果、翌年になって証書は本物であると結論付けられた。ボーマルシェに有利な裁定が下ったわけだが、伯爵とカイヤールは単に主張を微修正しただけであった。「証書は正しいのかもしれないが、記載されている借金14万リーヴルは実際には返済されておらず、従って15000リーヴルの返済義務など存在せず、逆に14万リーヴルの請求権が発生している」と主張し、同時に根も葉もない不品行のうわさをボーマルシェのこれまでの恥ずべき行いとしてまき散らすことで彼の信用を貶めて、有利に主張を展開できるように試みた。ここでも伯爵たちが巧妙であったのは、まき散らした噂の中に少年時代の勘当という事実を一つだけ混ぜたことにある。「嘘八百かと思っていたら、ひとつだけ真実が混じっていた」なんてことがあったなら、その他の嘘とされていることも実は本当なのではないかと考えてしまうのは、無理もないことであるからだ。
ボーマルシェも、事あるごとに相手方の誹謗中傷に反撃しているが、その中でも特に効果的であったのは「王妃たちから謁見を禁じられた」との中傷に対する反撃である。ボーマルシェはこの中傷に対応するために、早速王姫に付き従う女官であるペリゴール伯爵夫人に手紙を宛て、王姫から「そのような事実はない」との言質を引き出した。それどころか、「いかなる場合においても、ボーマルシェの不利益となるようなことは発言しないつもりである」とのお言葉まで頂戴したのであった。ボーマルシェは快哉を叫んだに違いない。中傷への反撃として、国王家の一員たる王姫の保証以上に心強いものなど存在しないし、裁判官の心証にも大きな影響を与える力があるからである。だが、ボーマルシェは調子に乗りすぎた。誹謗中傷へ反撃する際に、伯爵夫人からの手紙を許可なく引用し、自分にはあたかも王姫が後ろについているかのようなふるまいをしたのである。王姫たちもこの行動を看過出来なかったと見え、即座に連署入りで「自分たちは裁判に無関係であるし、庇護を与えてもいない」との内容の手紙を送付している。

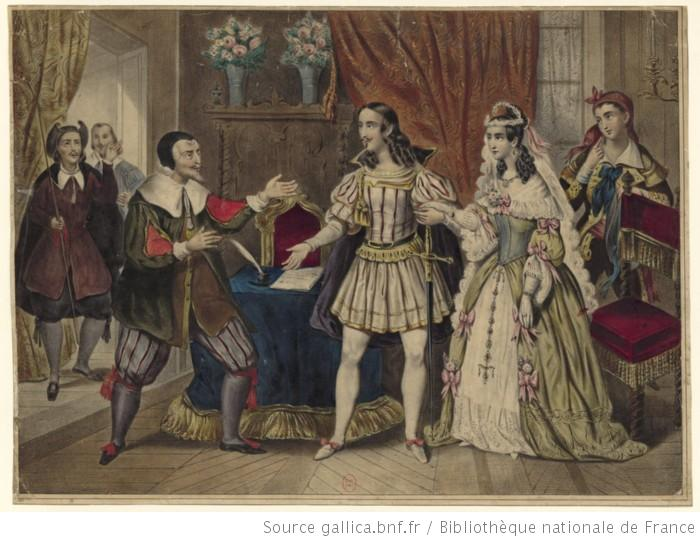
セビリアの理髪師

1772年2月22日、第一審の判決が下された。ボーマルシェの勝訴である。この判決ではデュヴェルネーとの間に交わした証書の有効性を認めたが、15000リーヴルの支払い命令は出されなかったため、再度手続きを取って、同年3月14日にこちらでも正式に命令を引き出した。だが、ラ・ブラシュ伯爵も負けてはいなかった。彼はこの法廷を欠席したうえで、高等法院に提訴し、審理中である事実を作って判決を実行できないように企てたのだ。こうして、場所を高等法院へと移した裁判の審理は続いていった。完全な決着がついたのは1778年のことである。この裁判の影響が、『セビリアの理髪師』の第2幕第8景の台詞に見られる。1773年1月3日、『セビリアの理髪師』がコメディー・フランセーズに上演候補作品として受理された。

### ショーヌ公爵との乱痴気騒ぎ
当時のパリでは、あるひとりの女優があらゆる階級の男たちを惹きつけていた。名前をメナール嬢といい、宮廷貴族から町民まで誰もが先を競って彼女に近づきたがり、彼女のために大金をはたいていた。彼女が一通りの男から贈り物を受け取ったところへ、フランス十二大貴族のショーヌ公爵がその競争へ加わり、たちまちほかの男たちを蹴散らして彼女を自分の愛人とし、娘まで産ませるに至った。ショーヌ公爵は確かに血筋は抜群に良かったものの、異常な性格の持ち主であった。才気のある男ではあったが、判断力に乏しく、高慢であり、粗暴な男であった。なぜかはわからないが、この公爵はボーマルシェを気に入り、交際を結んでいたという。
普通にしていればそのまま幸福に過ごせただろうものを、判断力に乏しい公爵は、自ら余計なことをしでかした。ある日、公爵は愛人であるメナール嬢の家に親しい友人たちを招こうと考えた。その招かれた友人のうちの1人が、ボーマルシェであった。伝わっている資料から察するに、血筋以外に魅力のない公爵のどこを好きになったのかはわからないが、メナール嬢も彼の嫉妬と乱暴には辟易していたらしい。ボーマルシェの王侯貴族さながらの優雅な物腰にメナール嬢は惹かれたらしく、すぐに関係が始まったようだ。ところが、ボーマルシェも相変わらず軽率であった。彼はメナール嬢と自分の関係を言い訳しようと公爵に宛てて手紙を認めたが、その内容たるや、ひどいものであった。相手の嫉妬心を刺激する記述から始まり、延々と公爵を怒らせるような皮肉、言葉を並べ立て、最期に虫のいい提案で手紙を締めくくる。異常な性格の持ち主に、もっとも拙い内容の手紙を送ったのだ。
1773年2月11日、ついに問題が起きた。この当日の一件に関しては、ボーマルシェとその友人ギュダンが詳細に記録を遺している。この日の午前11時頃、メナール嬢の部屋に公爵がやってきた時、その傍にはギュダンとメナール嬢の女友達がいた。ギュダンと女友達は、公爵の暴力に怯えて、ボーマルシェの身を案じる彼女を慰めているところであった。この際、メナール嬢がボーマルシェを立派な紳士だと弁護したがために、公爵はとうとう激昂し、ボーマルシェと決闘を行うと断言して部屋を飛び出ていった。ギュダンはボーマルシェの家に事情を知らせに急行するが、その途中で馬車に乗るボーマルシェに出くわした。決闘に巻き込まれるから避難するように言うギュダンであったが、ボーマルシェは仕事(王室料地管理代官としての審理)があるから、それが終わったら伺うと答えて去っていった。
ギュダンは、帰宅途中に運悪くポンヌフのそばで、ボーマルシェの家に向かう公爵に捕まった。大柄な公爵に抵抗するすべもなく馬車の中に引きずり込まれ、その馬車の中でボーマルシェに対する恐ろしい脅迫を聞かされた。暴れまわって抵抗するギュダンを強引に抑え込もうとする公爵であったが、彼が大声で警察に助けを求めたために、公爵はそれ以上手出しできなくなった。ボーマルシェの家の前に到着すると、公爵は乗り込んでいった。ギュダンはこの時にすきを見て逃げ出したらしい。家にいた召使から主人の居場所を聞き出した公爵は、ルーヴル宮殿内の法廷に飛んで行き、そこで審理中のボーマルシェのもとへ現れ、法廷外へ今すぐ出るように要求した。公爵があまりにやかましいので、ボーマルシェは審理を一時中断して、小部屋へ彼を移動させた。その小部屋でおよそ大貴族にはふさわしくない言葉遣いでボーマルシェを罵る公爵であったが、しばらく待つように伝え、再び仕事に取り掛かるボーマルシェであった。
いざ審理が終わると、公爵が即刻決闘を迫ってきた。家に剣を取りに帰りたいとボーマルシェが告げても、ある伯爵を立会人に考えているから彼に借りればよい、と取り合わなかった。自身の馬車ではなく、公爵はボーマルシェの馬車に飛び乗ってある伯爵邸に出向いたが、ちょうど伯爵は出かけようとしているところであった。宮廷へ出向かなければならない、と立会を断られたので、公爵はボーマルシェを自邸に拉致しようとしたが、ボーマルシェはこれを断固として拒否し、自宅へ帰ることにした。相変わらず馬車に飛び乗ってきた公爵は、馬車内でもボーマルシェを徹底して罵倒したが、彼は余裕を見せて公爵を食事に招いたという。
自宅に着くと、公爵の激越な態度に脅える父親を落ち着かせて、ボーマルシェは2人分の食事を運ぶように召使に指示を出して2階の書斎に向かった。後を付いてきた召使に、剣を持ってくるように伝えたが、剣は研磨に預けていて手元にないという。取ってくるように言うボーマルシェであったが、公爵はそれを遮って「誰も外出してはならない。さもなければ殺す」と興奮気味に語る。なんとかして公爵を落ち着かせようと努力するボーマルシェであったが、その努力も虚しく、とうとう公爵は武力行使に打って出た。ボーマルシェの机の上に置いてあった葬儀用の剣に飛びつくと、自身の剣は腰につけたままでおきながら、剣を引き抜いて斬りかかってきたのである。ボーマルシェは剣が届かないように公爵に組みかかり、召使を呼ぶために呼び鈴をならそうとした。公爵が空いている片方の手で爪をボーマルシェの目に立てて顔を引き裂いたので、彼の顔は血まみれになった。なんとか呼び鈴を鳴らして、やってきた召使に向かって、公爵を抑えている間に剣を取り上げるように叫んだ。ここで乱暴な真似をすれば、後々になって「殺されかけた」などとうそをつくかもしれないと考えたようで、手荒な真似はさせなかったらしい。剣を取り上げられた公爵は、今度はボーマルシェの髪に飛びついて、額の毛をそっくりむしり取った。あまりの痛みに公爵を抑えていた手を放してしまったボーマルシェであったが、そのお返しに公爵の顔面に拳をぶち込んだ。
この際、公爵は「十二大貴族の一人を殴るとは何たる無礼か！」と口走ったらしい。すでに当時からこのような考えは時代錯誤であり、ボーマルシェ自身も「他の時であったなら、このような台詞には笑ったと思う」としているが、何しろお互いに節度を失って壮絶な殴り合いを繰り広げている真っ最中であった。そこへ、ボーマルシェの身を案じたギュダンが飛び込んできた。血まみれの顔をしているボーマルシェを見て驚いたギュダンは、彼を伴って2階へあがろうとしたが、怒り狂った公爵は自身の佩刀を抜き、突きかかろうとしてきた。召使たちが公爵に飛びついてなんとか剣をはぎ取ったが、頭や鼻や手に傷を負う者が出た。剣をはぎ取られた公爵は台所へ駆け込み、包丁を探しだしたので、召使たちはその後を追って殺傷能力のあるあらゆる道具を隠した。武器が見つからないことを悟った公爵は一人食卓に腰を下ろし、台所に準備されていたスープと牛の骨付き肉を平らげたという。ここでようやく警察が到着し、公爵とボーマルシェの乱痴気騒ぎは終わりを迎えた。この晩、ボーマルシェは包帯を体に巻き付けて、サロンに出向き、『セビリアの理髪師』の朗読やハープ演奏を行ったという。
当然、この騒ぎを裁く法廷が開かれた。貴族間の争いを裁く軍司令官法廷は、公爵とボーマルシェの邸宅に警備兵を置いて監視させ、両者を尋問した。この法廷とは別に、宮内大臣ラ・ヴリイエール公爵はボーマルシェに数日間パリを離れるように命令を出したが、ショーヌ公爵の怒りを恐れて逃げ出したと受け取られることを心外であると考え、この命令に従わなかった。結局、ショーヌ公爵の非を認め、ボーマルシェの行為を正当防衛と認める裁定が下され、公爵は王の封印状によって2月19日、ヴァンセンヌ牢獄にぶち込まれた。ところが、宮内大臣はこの裁定に不満があったらしい。ショーヌ公爵は先述したように、血筋の抜群に良い大貴族であった。その大貴族が牢獄に放り込まれているのに、貴族とはいえ平民出身の成り上がりが自由の身に置かれていることを問題視したのかもしれない。大臣は職務上、王の封印状を手に入れるのは容易であったから、それを手に入れて、2月24日にボーマルシェを牢獄にぶち込んだのであった。
この2人は、5月上旬に揃って出獄を許された。たとえ3か月程度とはいえ牢獄に放り込まれて充分懲りたのか、メナール嬢への恋心がずいぶん薄まったのか、いずれにせよ出獄後に楽しく食卓を囲み、和解したという。乱痴気騒ぎの原因となったメナール嬢は、公爵の暴力から逃げ出すために、聖職者や警察長官の助けを得て修道院へ駆けこんだが、その厳しい生活に2週間と耐えられなかったようだ。ちょうど公爵が牢獄にぶち込まれたことをこの頃に知ったようで、もう暴力に脅える必要なしと判断したのかもしれない。ボーマルシェはメナール嬢が修道院から抜け出したことを牢獄内で知り、手紙で修道院へ戻るように勧めているが、彼女はこれに従わなかった。

### グズマン判事夫妻との闘争
2月24日に牢獄に入れられてから、彼の関心はラ・ブラシュ伯爵との裁判にあった。伯爵がこれを絶好の機会ととらえ、高等法院の判事たちに自分の味方となるように働きかけを強めるに決まっていると考えたのであろう。早速、警察長官のサルティーヌに「進行中の裁判があるから、一刻も早く牢獄から出してくれるよう」手紙を書き、宮内大臣ラ・ヴリイエール公爵へ執り成しを頼んだが、無碍に断られてしまった。彼はこのような仕打ちに怒りを見せたようだが、宮内大臣が首を縦に振らない以上どうしようもなかった。3月20日、ある匿名の手紙が彼のもとへ届けられた。内容から察するに、ボーマルシェに好意的な人物の手によるものであろう。その手紙には「あなたがいくら権利を奪われたとして正義の裁きを求めても、宮内大臣の姿勢は変わらない。絶対王政下にあっては、権力者に赦しを請い、卑下した態度を示すことこそ肝要である」と認められていた。この手紙の意見を素直に聞き入れたようで、翌日の21日に宮内大臣へ彼が送った手紙には、匿名の手紙に書かれていた通りの態度が示されている。大臣はこの手紙を受け取り、ボーマルシェは充分懲りていると判断したのか、厳しい条件付きではあるが外出許可を与えた。早速判事たちに面会を求めてパリを歩き回ったボーマルシェであったが、思い通りの成果を挙げることはできなかった。
デュヴェルネーと証書を交わした、ちょうど3年後の1773年4月1日、高等法院の報告判事としてルイ＝ヴァランタン・グズマン(ゴズマン、ゴエズマンとも)が任命された。当時の高等法院においては、この報告判事の下した結論に基づいて判決が決定されるのが一般的であったから、賄賂は厳禁であったが、事前に判事にあって懐柔しておくのが一般的であった。ボーマルシェも早速グズマンに会って自身の正当性を主張しようとしたが、会うことすらできなかった。ラ・ブラシュ伯爵の判事への工作が相当に浸透していたのかもしれないが、これにはグズマンという男自体の考えも絡んでいた可能性がある。この男は、遺されている資料から判断するに、融通の利かない性格で、容姿も醜い男であったという。顔面神経痛という持病がそれに拍車をかけており、その対照的な存在であるボーマルシェに個人的な恨みを抱いていたのかもしれない。
ボーマルシェは何度もグズマンに会いに行ったが、一度も面会を果たせないままであった。彼は途方に暮れ、妹の家での会合において不安を口にした。その際、そこに居合わせた知人ベルトラン・デロールから「本屋のルジェに頼んではどうか」との提案を受けた。ルジェはグズマンの著書の販売を手掛けており、グズマン夫妻と親しい間柄であったからだ。実際、ルジェを通してのグズマン夫人への面会申し込みは有効であった。厚かましくも彼女は、面会の条件として100ルイ(現在の日本円にしておよそ45000～110000円程度)を要求してきたが、必死になっていたボーマルシェはその要求を呑むことにした。こうしてボーマルシェはグズマン判事への面会を果たした。判事は「一通りの書類を検討した」と彼に述べたが、やはりこの男はボーマルシェに好意的でなく、筋の通らない論法や、傲岸不遜な態度、軽蔑的な口調を隠そうともしなかった。ボーマルシェは彼を論破するべく、判事への反論を文書化して再度面会を求めたが、またも夫人は贈り物を要求してきた。この際にはダイヤモンドを散りばめた時計と15ルイが贈られたが、この時にこれらの贈り物を要求したという事実が、グズマン判事夫妻の身を破滅させることになるのであった。
要求の品物を与え、面会の約束を取り付けたにもかかわらず、ボーマルシェはグズマン判事邸で門前払いを食らってしまった。約束の不履行を抗議するなどして、なんとか面会しようとしたが、結局果たせないままに判決を迎えた。1773年4月6日、高等法院での判決が下った。ボーマルシェの敗訴がこれで決定し、グズマン夫人は約束不履行のために、15ルイ以外の贈り物をすべて返却した。この敗訴は、ボーマルシェを相当に追い詰めた。彼は恩人を裏切って証書を偽造したペテン師ということになり、裁判所からは法定費用を含めておよそ6万リーヴルの罰金を科せられた。勝訴した伯爵によって財産と収入は差し押さえられ、そのあおりを受けて家族は家を追い出されて路頭に迷っていた。しかも、ボーマルシェは外出許可があったとはいえ、いまだ牢獄につながれている囚人のままであった。判決直後は絶望に打ちひしがれていたボーマルシェであったが、やがて立ち直り、四面楚歌の状況を打開しようともがき始めた。

#### 生死を賭しての反撃
なぜグズマン夫人が15ルイだけ返還しなかったのか、ボーマルシェはその点が気になっていた。15ルイは書記に与えるためとして要求された金であったが、自身でも以前、友人を介して書記に10ルイを渡そうとしており、中々彼が受け取ろうとしなかったことを知っていたからだ。10ルイでさえ受け取るのに渋るような男が、それに追加して15ルイを受け取ることなどあるだろうか？このように考えたボーマルシェは、早速手紙を認めて返還要請を行うが、夫人からは「書記に与えるために要求した金額であるから、返還の必要はない」との返答があった。この返答を受けて書記に確認した結果、15ルイは書記に渡っていないことが発覚した。
こうしてグズマン夫人の私利私欲から出た行為が明らかとなったわけだが、初めからこの点を利用して反撃しようと考えていたわけではなかったらしい。15ルイといえば精々現在の日本円にしてもおよそ5、6000円程度の少額であり、夫人はそれよりはるかに高額なダイヤモンドを散りばめた時計などをしっかり返還しているのも事実なのであって、この程度の金額に執着するはずもないと考えていたようだ。この件に関して、どのように対処すべきか本屋のルジェに手紙を宛てているが、彼は無礼なことに返事をよこさなかった。それまでボーマルシェは「15ルイ程度の額なら諦めても良いし、ルジェの顔を立てた対応をしても良い」と考えていたようだが、この一件で態度を一変させ、徹底的にこの件を利用することにした。
1773年5月8日、ボーマルシェはついに釈放された。いざ自由を手に入れると、彼はパリのサロンを巡り歩いて、自身が体験したグズマン判事夫妻との一件を面白おかしく話のネタにして見せた。寝耳に水の反撃に驚いたグズマン夫妻は、ボーマルシェを完全に社会的に抹殺すべく、止めを刺そうと動いた。虚偽の陳述書をでっちあげてルジェに署名させ、それを証拠として高等法院に贈賄未遂罪でボーマルシェを告訴したのである。それだけでは不十分と考えたのか、ルジェの友人であった劇作家の証言書を補強として提出するなどの徹底ぶりであった。6月21日、審理が開始され、グズマン判事夫妻を相手にしたボーマルシェの闘争が始まった。ルジェはたしかに上得意客であったグズマン判事に圧されて虚偽の陳述書作成にかかわったが、良心の呵責からその不法行為に苦しんでいた。妻にすべてを打ち明けて相談した結果、裁判で真実を述べるべきと諭され、7月上旬になって法廷で陳述書が虚偽であることを正式に認めた。その結果、ルジェは1か月近く身柄を拘束されて尋問に応じなければならなくなり、ボーマルシェを初めとする関係者も度々召喚命令を受けて、出頭する面倒をこなさなければならなくなった。
この当時の高等法院の慣例では、贈賄罪の審判は非公開で行われ、判決理由の公表も義務ではなかった。しかも、死刑を除くありとあらゆる刑罰の適用が可能であったから、法曹界がその一員であるグズマンを救おうと思えばそれが可能であったし、ボーマルシェの身柄などどうにでも片づけられるのであった。このように、ボーマルシェが仕掛けた闘いは自身にかなり不利な立場でのものであったわけだが、彼にはそれ以外の方法は残されていなかった。すでに控訴審に置いて敗訴が決定した以上、何も手を打たなければ莫大な罰金やら賠償金で立ち直れないほどの打撃を被ってしまう。独り身ならまだしも、彼は父親や妹などの家族を抱える一家の長であり、それだけに勝負に出るほかなかったのだ。
とはいえ、正攻法でまともに闘っては勝ち目が薄い。そこでボーマルシェが考え出した対抗策は、その文才を活かして世論を味方につけることであった。裁判に世間の注目を集めれば、秘密裏に審議を行うわけにもいかなくなるし、判決理由も非公表とはいかなくなるからだ。こうした考えに則って、1773年9月5日、ボーマルシェはこの事件に関する最初の著作『覚え書』を出版した。この『覚え書』は40ページに満たない小冊子で、内容はパーリ＝デュヴェルネーとの契約にまつわること、グズマン判事夫妻との一件、裁判でのルジェの偽証などの事実報告と、敵対者たちへの反論で構成されており、これらを喜劇として面白おかしくまとめたものであった。この著作はたちまち話題となり、宮廷貴族から町民に至るまで、あらゆるところで評判になったという。
これに勇気づけられたボーマルシェは、同年11月18日に『覚え書補遺』を発表した。この作品の出版目的は、グズマンが主張する贈賄未遂の非難に対する自身の弁解を世間に広く知らしめることにあった。実際、この裁判の争点は「100ルイとダイヤモンドを散りばめた時計は、何の目的で贈られたのか」の一点のみであって、ボーマルシェとグズマン夫妻はこの点を巡って激しく対立した。ボーマルシェが『覚え書』の公表で世間に広く主張を訴えたのと同様に、グズマン夫人やその取り巻きたちも文書を公表し、激しい誹謗中傷を浴びせた。ところが、肝心のグズマン判事は沈黙を守っていた。遺された資料から判断するに、グズマン夫人は考えの足りない愚かな女であった。夫を庇おうとするあまりに敵対者に有利な証言を行ったりしているわりに、彼女の名義で発表された文書はやたらとラテン語や法律用語の出てくる内容で、明らかに教養ある人物によって認められたものであった。これはおそらく判事が書いたのであろう。これ以外にも先述したように、ルジェを使って虚偽の陳述書を作成したり、黒幕としてうごめいてはいるが絶対に自分の手は汚さない。あくまで被害者として同情を誘う戦略であったのか、他人を盾として安全圏に身を置くつもりであったのか、真意はわからないが、結局この行為は無駄であった。12月23日、グズマンにも召喚命令が発せられ、厳しい尋問が行われることとなったのである。
12月20日、ボーマルシェはこの件に関する3作目の著作『覚え書補遺追加』を発表した。夫妻の取り巻きたちや、グズマン夫人名義で発表された文書に詳細な反論と嘲笑を加え、贈賄罪の疑いに対して決定的な反駁を行った。以下はその抜粋である:
この反論に加えて、ボーマルシェはグズマン判事の人間性を暴露するエピソードを『覚え書補遺追加』に加えて発表した。高潔を自負するグズマンはかつて、町民夫婦の娘の洗礼に名付け親として立ちあった際に、偽名と偽住所を用いて受洗証にサインをしていたのだった。それだけにとどまらず「名付け親として養育費を援助する約束を全然履行してくれない」との夫婦の訴えまでもが、添えられていた。カトリックの重要な秘蹟である洗礼に立ち会うという大役を果たしながら、虚偽の事柄を用いて洗礼を穢したという事実は、世間がグズマンの人間性に厳しい目を向けるのに十分すぎる内容であった。
すでにボーマルシェに圧倒的有利な状況が形成されていたが、彼は反撃の手を緩めず、1774年2月10日に『第四の覚え書』を発表した。この覚え書に、スペイン滞在の際の一件を記した『1764年、スペイン旅行記断章』を付している。この作品では法廷描写をメインに、グズマン夫妻の言動を徹底して滑稽に描き、嘲笑し、徹底的にぶちのめす、世間に大受けした冊子であった。3日で6000部が完売し、ボーマルシェは時の人となったのである。彼の人気は、町民の間だけにとどまらなかった。ルイ15世の愛人デュ・バリ夫人は、この作品のボーマルシェとグズマン夫人の法廷でのやり取りを、滑稽な芝居に書き換え、ヴェルサイユ宮殿で何度も上演させて楽しんだという。
第四の覚え書は、文学者や作家からも高い評価を獲得した。ヴォルテールはグズマン夫人の取り巻きと親しかったこともあって、はじめのうちはボーマルシェに好意的でなかったが、発表された『覚え書』や当事者たちの反応を自身で精査するうちにボーマルシェに傾いていき、『第四の覚え書』で完全に彼を支持するに至った。ジャック＝アンリ・ベルナルダン・ド・サン＝ピエールはボーマルシェをモリエールに比肩する存在であると褒めちぎっているし、ゲーテは『スペイン旅行記断章』に触発され、戯曲『クラヴィーゴ』を制作したと『回想録』において述べている。彼らだけでなく、特に女性たちはボーマルシェを熱烈に支持した。こうして、世論を味方につけるという当初の目的は見事に果たされたが、問題はこれが高等法院の連中に通じるかどうかであった。
1774年2月26日、判決の日を迎えた。この日の裁判は朝6時から開廷された。これは異例の早さであったが、ボーマルシェの策略によってこの裁判並びにその判決に世間の注目が集まってしまったために、高等法院の担当者たちは彼らからの非難を恐れたのだろう。ところがパリ市民たちは続々と集まってきた。すでに午前8時には高等法院の広間は人で埋め尽くされていたらしいが、一向に判決が下される気配がない。判決当日になっても、判事たちはいまだに意見を統一できておらず、激しく議論していたのであった。12時間にわたる議論の末、ついに判決が下された。「グズマン判事は高等法院出入り差し止め。グズマン夫人は譴責処分、15ルイの返却。ボーマルシェは譴責処分と『覚え書』の焼却。」という内容であった。痛み分けのように見えて、実質ボーマルシェの勝利であったが、この判決を聞いた広間の市民たちはすぐに怒りだした。判事たちはそれを予想していたので、各々がこっそり法廷から逃げ帰ったという。ボーマルシェは大衆に温かく迎え入れられ、コンチ大公やシャルトル公爵は彼のために豪勢な宴を開催したとのことである。
『覚え書』の発表は、勝利だけでなく、運命の出会いをももたらした。この作品を読んで感動したスイス系フランス人女性マリー＝テレーズ・ヴィレルモーラスは、ボーマルシェと面識はなかったが、彼に会うことを熱望した。2人は音楽を通じて仲を深め、そして恋に落ちたという。彼らは子を儲けたが、ボーマルシェは結婚に関して極めて慎重になっていたから、正式に結婚したのは1786年のことであった。実に12年後のことである。
この判決によってグズマン判事は失脚し、市井に溶け込んで生活していたが、20年後のフランス革命の折に国家反逆罪として断頭台の露と消えた。1794年7月25日のことである。マクシミリアン・ロベスピエール失脚の2日前のことであった。アンドレ・シェニエと同じ囚人護送車に乗せられ、同じ日に処刑されたという。

### 国王のスパイとして

#### モランドの怪文書
判決後の興奮から覚めると、ボーマルシェは自身に下された「譴責処分」の重さを実感せざるを得なかった。この判決で言う「譴責処分」とは、現在で言う公民権剥奪に相当する重いものであった。この処分によって公職から追放され、法的にもまともな扱いを受けることはできなくなる。厳しい状況に置かれたボーマルシェに対する、警察長官サルティーヌの助言は有効であった。言動を慎むように忠告し、「国王陛下がこの件に関して、何も書かないようお望みである」ことを伝えたのである。ボーマルシェはこの助言を守るべく、しばらくフランスを離れてイギリスへ渡ることにした。その道中、彼は友人である侍従長ラボルドに国王への執り成しを願うために手紙を送り、この目的は見事に達せられた。ボーマルシェの謹慎を評価した国王は、彼をヴェルサイユ宮殿に呼び戻し、グズマン判事夫妻との闘争で見せた交渉能力を自分が抱えているある問題の解決に利用しようと考えた。
この頃、国王ルイ15世は悩み事を抱えていた。イギリス在住のフランス人テヴノー・ド・モランドに、愛人であるデュ・バリ伯爵夫人の醜聞を種に強請られていたのである。当時、この手のあくどい行為は一種の産業ともいえるほどイギリスで盛んになっており、その書き手はもっぱらフランス人亡命者であった。ほとんど誹謗中傷に近い内容であったが、これらの冊子は金を払って出版をやめさせることが可能であり、書き手もそれが目的であった。モランドは金になりそうな相手を見つけては中傷冊子を発行するという性質の悪い行為を繰り返しており、デュ・バリ夫人に目をつけると、彼女とルイ15世の間柄を暴露する文書を発行すると通知した上で、フランス王室の出方を見極めようとしていたのであった。
ルイ15世も、何も手を打たなかったわけではない。イギリス王にモランドの身柄引き渡しを求めたが、折悪く七年戦争の影響で、フランス-イギリスの二国関係は極めて冷ややかな関係にあったために実現しなかった。イギリス政府からは「モランドを保護する気はないため、フランス側で彼の身柄を秘密裏に抑えるなら黙認する。ただし、国民感情を逆なですることは避けてもらいたい」という返答が帰ってきた。この返答の通りに、ルイ15世はモランドの身柄を抑えるべく警吏をイギリスに派遣したが、この動きがどこからかモランドに伝わり、イギリスの新聞にすっぱ抜かれてしまった。対応に手間取っているうちに、モランドの用意した暴露文書が流通寸前まで来ていた。いよいよ焦った国王は、交渉役としてボーマルシェに白羽の矢を立てたのである。
ボーマルシェは、本名カロン( Caron )のアナグラムであるロナク( Ronac )という偽名を名乗り、王の密命を帯びてロンドンへ向かった。この仕事を成功させれば、国王の感謝と庇護と言う、絶対王政化ではこれ以上ない強力な武器を手に入れることができる。ボーマルシェは、ロンドンに到着すると早速モランドとの交渉に入った。交渉はかなり円滑に首尾よく進んだようで、文書の破棄とこの件に関する完全な沈黙を条件として、2万フランと年金4000フランの提供で合意した。ボーマルシェとモランドはずいぶん気が合ったようで、その後も文通を交わしている。見事に任務を遂行してフランスへ帰国したボーマルシェであったが、運の悪いことに帰国したころには国王ルイ15世の容態が悪化しており、この一大事を前に怪文書事件などはもはやどうでもいい扱いになっていた。そのまま5月10日にルイ15世が亡くなると、その死を純粋に悼む気持ちもあっただろうが、期待していた復権のきっかけを逃したボーマルシェは気を落としたという。

#### アンジェルッチの怪文書
ルイ15世が亡くなったことで復権の手がかりを失い、気を落としたボーマルシェであったが、すぐに次の策を見つけ出した。ユダヤ系イタリア人のグリエルモ・アンジェルッチなる男が、イギリスでルイ16世夫妻を中傷する怪文書を制作していることを聞きつけ、これを利用しようと考えたのだ。ルイ16世に宛てて「自身が父王のためにイギリスに赴いて使命を完遂したこと、その件に国王陛下(ルイ16世)も重要な関係があること」を認めた手紙を送り、警察長官のサルティーヌにも同様の内容で手紙を送って危機感を煽った。その結果ルイ16世に謁見を許され、すぐに中傷文書を闇に葬るように、モランドの時と同様の命令を受け、王の私設外交官となって再びイギリスへ渡ったのである。
ロンドンには、かつてスペイン滞在中に知己を得たロシュフォード卿が政府高官として健在であった。ボーマルシェは彼を通してこの使命を果たそうと考えたようだが、ロシュフォード卿の理解を得られず、早速行き詰ってしまった。困ったボーマルシェは、国王の命令書の送付を要請した。その文面まで提案していたり、サルティーヌに同様の手紙を送りつける徹底ぶりであった。サルティーヌ宛ての手紙にはアンジェルッチの怪文書の調査報告も付されている。ボーマルシェの報告が全部事実であったかどうか疑問が残るが、若き国王ルイ16世は「王妃の名誉が穢されようとしている」との報告を受けて冷静に思案を巡らせるほどの器量の持ち主ではなかった。慌てた国王は、ボーマルシェの要請に応えて、彼の提案した文面の命令書に署名を行った。
こうしてボーマルシェはアンジェルッチとの交渉に入ったが、モランドの時とは違ってなかなか円滑には進まなかった。アンジェルッチが高額な金銭を要求してきたため、あれこれ交渉を重ね、およそ35000リーヴルの支払いで合意に至った。原稿と印刷済みの4000部の文書がロンドンで焼却され、ついでもう一つの怪文書発行予定地であるアムステルダムに2人一緒に赴いて、同地でも出版予定の冊子を焼却することとなった。ところが、突然アンジェルッチが金と怪文書の原稿コピーを持ってニュルンベルクに逃走し、そこで怪文書を発行する動きを見せた。ボーマルシェはこの裏切りに激怒し、すぐさま後を追った。
ここまでの経緯は事実として考えてよいようだが、ここからの経過は資料不足もあって、虚実織り交じっていると考えられる。
8月14日の夕方、ニュルンベルクから遠くないノイシュタットの町役場に、不思議な客を乗せたという駅馬車の御者ヨハン・ドラツが現れ、証言を残していった。それによれば、ロナクと名乗る男はノイシュタット近くの森を通過中、駅馬車から降りて剃刀と手鏡を持ち、森を出たところで待つように言い残し、森の中へ消えていった。その指示に従って待っていると、斧を担いだ樵3人の後ろから、ハンカチで手に応急処置を施したロナク氏が現れたという。ハンカチには手がまみれ、首筋から血が流れているのが見えたのでどうしたのか問うと、盗賊に撃たれたと答えた。銃声を聞いていないドラツは、剃刀で自身を傷つけたのだろうと判断し、それ以上深入りしなかったという。
このロナク氏はなぜか近隣の自治体ではなく、翌日になってニュルンベルクの当局に出頭して自身の被害を訴え出た。その被害報告では盗賊の容姿が詳細に語られ、2人の盗賊の名前としてアンジェルッチ、アトキンソンという名前を挙げられている。アトキンソンとは、怪文書を発行しようとしていたアンジェルッチの用いていたイギリス名であるから、このロナク氏がボーマルシェであることは間違いないし、この被害報告の提出動機も明らかである。アンジェルッチの身柄を公権力によって抑え、あわよくばフランスへ連行しようと考えたのだろうが、それはともかく、1人の人間を2人に分割したこの被害報告には無理があった。なぜこのようなことをしたのか、この件に関してはドラツの証言とボーマルシェの手紙しか資料が存在しないため、確かなことはわからない。ボーマルシェはこの件について、自身を英雄のごとく劇的に描いている。
8月21日、ボーマルシェはシェーンブルン宮殿に赴き、女帝マリア・テレジアとの面会を求めたが、取次を拒否されてしまった。仕方なくボーマルシェは秘書官に「ご令嬢のマリー・アントワネットの名誉が穢されようとしているから、その件をお伝えしに参りました」とのメッセージを託して引き上げた。このメッセージに疑問を抱いた女帝は、側近の伯爵にボーマルシェと接触させ、その伯爵の同席のもとに翌日になって謁見を許した。この席の様子はボーマルシェがフランス帰国後にルイ16世に提出した報告書で仔細に語られており、この席でマリー・アントワネットへの忠誠心、これまでの顛末、偽名を用いた理由を語り、逃走したアンジェルッチから中傷文書を奪い取ったことを伝え、この男の逮捕を強く進言したという。
ところが、女帝とその側近たちはボーマルシェの話を全く信用していなかった。彼らはそもそもアンジェルッチなる男が存在するのか、そこから疑いをかけていたようだ。ボーマルシェは軟禁状態に置かれ、厳しい監視下のもとで過ごさなければならなくなった。宰相カウニッツは、ドラツの証言の調査を開始するとともに、フランス駐在オーストリア大使を通じて、フランス政府にボーマルシェの社会的信用を尋ねている。実際のところ、アンジェルッチという男の存在は長らく証明できなかった。1887年になってようやく、ボーマルシェの手紙中にこの男の名前があるのが確認されたため、今日においては「ボーマルシェ≠アンジェルッチ」であることは確実である。女帝に謁見を求めた目的として「その感謝を獲得して、フランス社会での自身の復権に利用したのではないか」との疑いもかけられたが、文書差し止めには成功しているのだから、そのまま帰国すれば復権のための計画は首尾よく運ぶに違いないので、これも単なる疑いの域を出ていない。
このように考えると、「アンジェルッチがニュルンベルクに逃走し、それを知ったボーマルシェが後を追って彼を捕まえ、持っていた文書のコピーを奪い取った」ということは間違いないと思われる。ただ、ドラツの証言でも少し触れられている「盗賊に襲われた」という件についてはかなりの疑問が残る。結局はっきりした事実はわからないのだが、研究者の中でもこの件についての見解は割れている。全くの虚偽、狂言と断じる研究者もいるが、ボーマルシェ自身の証言を全面的に支持する者もいる。おそらく、アンジェルッチから怪文書のコピーを奪い取ったボーマルシェが、自身の行為をもっと美化しようとしてでっち上げたのだろう。女帝マリア＝テレジアに自身を売り込み、醜聞からブルボン王室を救ったとして箔を付ければ、自身の復権に大いに役立つからだ。しかし、それが通用しなかったことは先述したとおりである。女帝と宰相カウニッツの疑いを受けて勧められていた調査の結果、フランス政府からの身元保証もあって、ボーマルシェは軟禁状態から解放され、10月2日に帰国した。この件に関するカウニッツの書簡が残されているが、それによれば、最後までボーマルシェは信頼されていなかったようだ。

#### 極秘外交文書の破棄

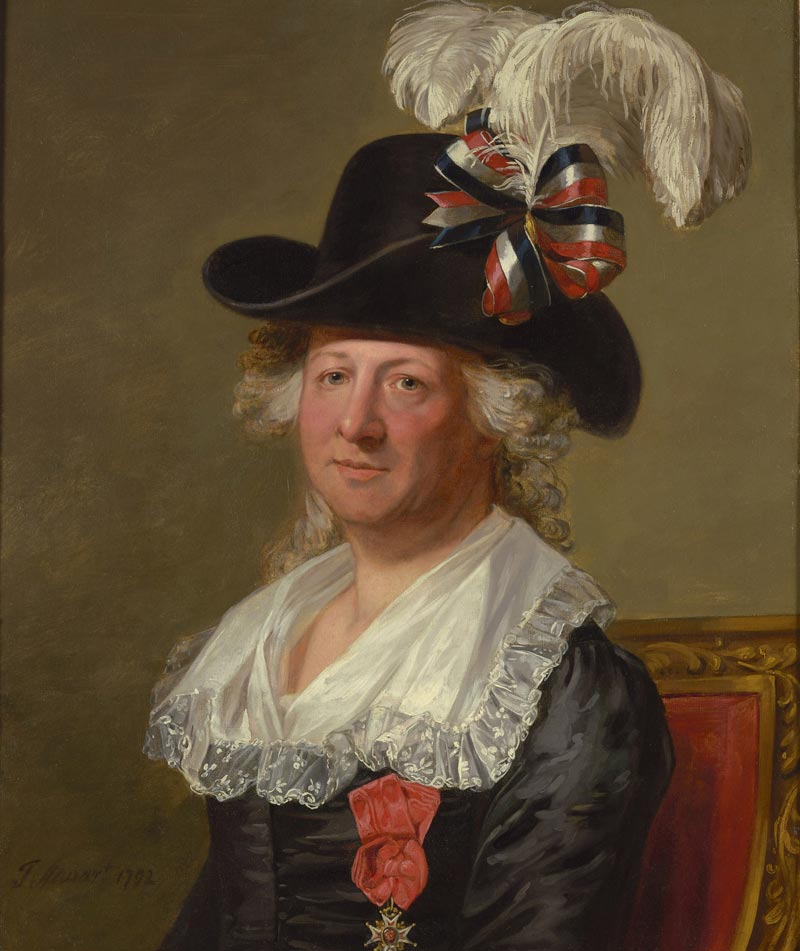
デオン・ド・ボーモン

1775年、またしてもボーマルシェは王の密命を受けて活動しなければならなくなった。デオン・ド・ボーモンという男が、外交上の書類、故ルイ15世の書簡を有していることが判明したためである。この男が持っていた文書の中には、ルイ15世が密かに計画していたイギリス上陸作戦計画書もあったらしく、フランス政府としては絶対にこれらの文書を流出させるわけにはいかなかった。
デオン・ド・ボーモンという男は、1728年生まれで、士爵の称号を持っていた。若い時から女性と間違えられるような美貌の持ち主であったらしく、ルイ15世の命令で女装してロシア宮廷に仕え、エカチェリーナ2世の語学教師を務めたという。1763年にはイギリスで特命全権公使として国王の密命を帯びて工作を行ったが、当時のイギリス駐在フランス大使ゲルシー伯爵と激しく対立し、彼を失脚させる原因を作った。ゲルシー親子の恨みを買ったため、デオンも特命全権公使の地位を剥奪されたが、国王は彼の能力を高く評価していたため、年金を与えてそのままイギリスに滞在させていたのであった。この頃から常に女装し始めたらしく、その変装は、彼の性別が賭けの対象となるほど完璧なものであったという。
ボーマルシェは1775年4月末、一時的にロンドンに滞在していた。デオンはこの情報を掴み、ボーマルシェに接触して、すでに受けている年金に加えて30万リーヴルを要求する意志があることを告げた。デオンは、ボーマルシェが女性に優しいこころを持っていることを看破していたようで、そこにつけ込むことに見事に成功した。ボーマルシェは、内務大臣に昇進していたサルティーヌにデオンの要求を伝え、サルティーヌは外務大臣ヴェルジェンヌに話を通して、ボーマルシェ宛に交渉依頼状を送付した。これが正式な交渉となるのは、8月末のことであった。
デオンはそれまでのモランドやアンジェルッチとは違って、かつては特命全権公使を務めた貴族であるから、ボーマルシェは特に注意深く彼を扱った。金銭条件は当然として、特にデオンが拘ったのはフランスへの安全な帰国であった。デオンは、ゲルシー親子と対立した結果始まったイギリス滞在にうんざりしており、国王の帰国許可と身の安全保証を要求したのだった。このことを知らされた外務大臣は、ゲルシー親子の恨みの深さを理由に難色を示したが、「デオンが女装する条件で」帰国を容認すると返答してきた。ボーマルシェはこの奇策に乗っかって交渉を行い、11月4日、正式にデオンとの合意に至った。その合意では、デオンに「所有する書類の全ての引き渡し、ゲルシー親子への法的追及の放棄、女装の徹底」を約束させる代わりに「12000リーヴルの終身年金とロンドンでの負債の会計監査」を約束している。この奇妙な合意は、12月になってルイ16世の承認を受けて正式に発効された。合意成立後、ボーマルシェがデオンを一貫して女性として扱っていることから、デオンを本当に女性であると思っていたとか、デオンと関係を持ったとか推測する者もいるが、1775年にデオンはすでに47歳であり、いくら昔はとびきりの美貌を持っていたとはいっても、現実的な考えであるとは言えないだろう。このデオンとの交渉を最後にボーマルシェは王の私設外交官という役目から解放された。

### 外交顧問としてのアメリカ独立戦争
王の密命を帯びてデオン・ド・ボーモンと交渉に当たっていた1775年は、アメリカ独立戦争の勃発した年でもあった。当時のフランスは、七年戦争での敗北をいまだに引きずっていた。この戦争で100万人近い人員を失い、大量の領土を奪われた挙句、屈辱的な譲歩を強いられていたためである。その結果、イギリス海軍は太平洋の制海権を掌握し、まさに世界最強として実力を誇示していたのだ。
イギリスに滞在していたボーマルシェは、デオンとの交渉にのみ専念していたわけではなかった。交渉に当たりつつも、イギリスの外務大臣ロシュフォード卿や、首相であるフレデリック・ノースやロンドン市長ジョン・ウィルクスの邸宅に出入りして、反乱軍に共鳴する人間と通じ合い、アメリカ独立戦争に関する情報を得ていた。その結果、この独立戦争がどのようになろうが、いずれにしても「フランスはアメリカを極秘に支援するべき」との考えに達した。1775年9月ごろから、ルイ16世と外務大臣ヴェルジェンヌに宛てて、アメリカを支援するように説得する手紙を何通も送っている。
その内容を簡潔に要約すると、「フランスはアメリカを支援するべきである。もし反乱軍が敗北したならば、彼らはただ傍観していたフランスを恨みに思って、イギリスと結託して攻撃してくるだろう。その結果、再び大損害を被って、ますますイギリスとの国力の差が広がることとなる。そうならないためにもフランスは反乱軍を支援しなければならないが、正面切ってイギリスと戦う余裕はまだないから、その準備をしつつアメリカを極秘に支援しなければならない。そのためにイギリス本土で正確な情報を獲得できる人間が必要だが、その任に私よりふさわしい人間はいない。」となる。外務大臣ヴェルジェンヌもこの意見に納得したようで、国王ルイ16世に進言し、ボーマルシェを正式にその任に当たらせることにした。こうしてボーマルシェは、単なる王の私設外交官から、外交顧問となったのである。
ボーマルシェはこの任務に特に意欲的であったようで、イギリスの政権与党のみならず、野党など幅広い人物から情報を獲得しようと努めた。フランスに帰国するたびに国王の側近大臣に情報を伝え、米英の分断政策を展開するように進言したが、いくら大臣とはいえ、決裁権を持たない人間相手では一向に埒が明かなかった。そのため、やがて国王に直接手紙を送り、丁寧に、しかしけしかける様にアメリカを支援するよう提案を行ったが、国王の態度は煮え切らなかった。だが、それも当然といえば当然であるだろう。いくら植民地側に反乱を起こす大義があったとしても、他国であるフランスがそれを公に認めて支援を行えば、それはすなわちイギリスへの宣戦布告と同様の意味を持つ。先述したように、この当時はイギリスはまさに世界最強であったし、フランスは国力を弱めていたから、攻撃されればひとたまりもなかったのである。ボーマルシェもこの点は承知していたようで、1776年2月29日の手紙ではイギリスの情勢を紹介し、反乱軍がフランスの支援がないことに絶望しかかっていると様子を伝えた上で、火中の栗たるアメリカ支援任務は自分が引き受けることを主張した。
こうして、正式にアメリカ支援の任務に当たることになったボーマルシェであったが、やはり慎重な姿勢を崩さないフランス政府は条件を付けてきた。アメリカ反乱軍を支援はしたいが、イギリスを刺激するのは国家存亡に関わる。そのため政府としての支援ではなく、単なる個人的投機として誰の目にも映るようにしてもらいたい、というのがその条件であった。そのための方法も詳しく指定されており、それによれば「ブルボン王家と親しく、利害関係のあるスペイン王家とフランス政府からの200万リーヴルと、それに民間から出資者を募って集めた資金を基に商社を設立し、アメリカ反乱軍に必要な武器弾薬などを提供する。フランス政府が武器を調達して商社に売り渡すが、反乱軍には金ではなく、物を要求しなければならない。」というものだった。
1775年9月6日、高等法院の判決によってボーマルシェは正式に社会的復権を果たした。商社設立のための障壁は完全に取り除かれたが、その設立のために必要な民間出資者がなかなか集まらなかった。それでもなんとか資金を集め、同年10月に「ロドリーグ・オルタレス商会」なる名前で商社を設立した。こうして、ボーマルシェは船や武器弾薬、義勇軍集めに奔走するなど、商人として動き始めたが、いささか派手に活動しすぎた。イギリス側が彼の動きを察知し、外務大臣ヴェルジェンヌに猛抗議してきたのである。いくら民間業者である(そのように装っているだけだが)とはいっても、外交関係があるイギリスからの猛抗議を無視できなかったフランスは、沿岸の港に船員の乗船と出港禁止を発令した。ボーマルシェの用意していた3隻の船のうち、2隻はこの命令によって足止めを食らったが、一番多く支援物資と人員を積んだ1隻は発令の直前に出港していた。ところが、この船に乗り込んだフランス義勇軍の司令官が、船の乗り心地の悪さを理由に他のフランスの港に立ち寄るように船長に求めたため、結局他の2隻と同じように足止めを食らった。この顛末を聞いたボーマルシェは激怒し、この司令官を船から降ろした上で、ヴェルジェンヌと交渉を重ねた。その結果、この3隻の船は1777年初頭、密かにアメリカ大陸へ向けて出港し、イギリスの軍艦に見つかることもなくアメリカへ無事到着した。初めての支援物資が届いたことを知ったアメリカ人たちは、熱狂したという。
ところが、ボーマルシェはミスを犯していた。武器弾薬の代わりとして大量の物産を積んで帰ってくるはずの3隻の船は、空っぽのままで帰ってきたのである。これには、ボーマルシェが関わったアメリカ人、アーサー・リー、サイラス・ディーン、アメリカ建国の父として高名なベンジャミン・フランクリンが密接に絡んでいる。
最初にボーマルシェと知り合ったのは、アーサー・リーであった。彼はヴァージニア州生まれであったが、イートン・カレッジで学び、エジンバラ大学を出たのち、ロンドン市長ウィルクスの下に出入りしていた。そこでボーマルシェと出会い、アメリカの秘密使節として彼と交渉するようになったのだ。交渉の初期段階においてボーマルシェに情報を流していたのはこの男であった。だが、いささかその性格に難があった。嫉妬深い性格で、恨みを根に持ち、猜疑心の強い男であったらしい。
1776年7月4日、独立を果たしたアメリカは、サイラス・ディーンとベンジャミン・フランクリンを代表としてパリに派遣した。遅れてリーもパリに到着したが、その頃にはすでに彼らはボーマルシェを通じてフランス政府との交渉で実績を挙げつつあった。このような状況を見て、リーは激しく焦り、嫉妬心に駆られた。1777年1月3日付のアメリカ議会へ宛てた手紙で、ボーマルシェの約束不履行をなじり、武器弾薬に見返りに何も支払う必要はないとの報告を行っていることでそれは裏付けられるだろう。だが、ボーマルシェにも非はあった。彼はリーをさほど信頼しておらず、その交渉も表面的でしかなかったと手紙に認めている。ボーマルシェが交渉相手としてサイラス・ディーンを信頼し、彼を選んだためにリーは立場を失い、ボーマルシェに恨みを抱いたのである。これだけで済めばよかったのだが、今度はサイラス・ディーンが原因になって、他にも恨みを買うことになった。ディーンがフランスに立つ際、仕事を円滑に進めるために、ベンジャミン・フランクリンはデュブール博士という男に宛てた推薦状を与えていた。デュブールという男は、フランクリンとの関係を利用してボーマルシェより前からアメリカに武器を提供していたが、彼の登場によってその商売が危うくなっていた。ディーンは、同じ商売を手掛けるボーマルシェとデュブールを天秤にかけた結果、ボーマルシェの方が交渉相手として有力であるとの判断を下した。こうしてデュブールの恨みをも買うことになったのである。この結果、ボーマルシェはフランクリンとあまり良い関係を構築できなかった。デュブールが悪評を吹き込んでいたのかもしれない。
こうして、ボーマルシェはディーンを相手に交渉を進め、1776年7月下旬には交渉をまとめた。「武器弾薬の代わりに、ヴァージニアなどの煙草を引き渡す」という内容であったが、ボーマルシェは詰めが甘かった。この交渉成立のおよそ1か月後にフィラデルフィアの議会に手紙を送っているが、良い印象を植え付けようとしたのか、アメリカ独立への熱烈な共感を強調したいあまりに、それだけが際立つ文面となってしまい、肝心の商売の話をうやむやにしてしまったのである。議会がこれを誤解したのか、つけ込んで利用したのかはわからないが、何にせよその結果は先述したとおりである。当てが外れたボーマルシェは商社の経営に行き詰ったが、幸いなことに外務大臣ヴェルジェンヌが100万リーヴルを追加融資してくれたおかげで、何とか破滅せずに済んだ。
1778年2月6日、それまで慎重な姿勢を崩さなかったフランス政府も、ボーマルシェの報告を分析したり、フランクリンなどとの交渉の進展を見て、パリにて仏米友好通商条約と仏米同盟条約を締結した。こうしてフランスとイギリスは戦争状態に突入し、ボーマルシェの商社は純粋な民間業者となった。彼は最初の失敗を教訓として、助手であったデヴノー・ド・フランシーをアメリカに送り、貿易業者としてアメリカ新政府と正式に契約を交わすに至った。1779年1月には、アメリカ議会の要請によって発せられた議長ジョン・ジェイ名義の感謝状を手に入れるほどであった。この感謝状には「これまでに合衆国支援のために被った負債の支払いを速やかに行う」と記されていたが、その負債の巨額さもあって、ボーマルシェの生前はこの通りに履行されなかった。1835年になって、ボーマルシェの相続者たちに80万フランが贈られてようやく片付いたのであった。
アメリカ独立戦争に絡むこの貿易では、巨額の負債が足を引っ張って、ほとんど利益を挙げられなかった。だが、アメリカの独立と祖国フランスの役に立ったのは間違いない。アメリカ独立戦争に関わっていたこの時期、1777年1月にマリー＝テレーズ嬢との間に娘をもうけ、ユージェニーと名付けた。

#### ラ・ブラシュ伯爵との決着
1770年代後半になっても、ラ・ブラシュ伯爵との裁判は続いていた。ボーマルシェの多忙を知った伯爵は、判決が下される予定地であるエクス＝アン＝プロヴァンスに腰を据えて、自分に有利な判決が出る様に工作活動を進めていた。誹謗中傷文書のばらまきに勤しんだほか、朝早くから判事を訪れて自身の主張を訴えたほか、6人の弁護士を雇って準備を重ねるなど、その活動は抜かりのないものであった。
ロドリーグ・オルタレス商会の仕事でマルセイユを訪れたボーマルシェは、伯爵の上記のような活動を知り、反論文書を書き上げてエクス＝アン＝プロヴァンスで出版した。この文書は同地の住民たちに大受けしたようで、彼の人気は一気に高まった。予期せぬ反撃に伯爵は慌て、反論文書を発表した上で、ボーマルシェの文書の差し止めと焼却を求める請願書を裁判所に提出した。これにボーマルシェが再反論を加えるなど、泥仕合の様相を呈する論争で盛り上がる市民たちを尻目に、エクス＝アン＝プロヴァンスの裁判官たちは慎重にこの件に関する調査を行っていた。ボーマルシェは、すべての判事が同席する上で伯爵とともに陳述させる機会を与える様に裁判所に請願し、認められた。この2人はともに雄弁家であったから、大いに街の人々の関心を惹きつけたらしい。59回に及ぶ審理の結果、1778年7月12日、エクス＝アン＝プロヴァンスの再審法廷は、裁判官全員一致でボーマルシェの勝訴という判決を下した。伯爵の主張は悉く退けられただけでなく、根拠のない誹謗中傷と断じられ、ボーマルシェの本来の権利であった15000リーヴルに加えて、この裁判に要した費用はすべて伯爵が支払うことになったのである。
この判決に、町中が沸き返った。長年の苦しみから解放されたボーマルシェは、涙を浮かべ、喜びのあまりに気を失ったという。伯爵もさすがに根負けしたようで、判決に素直に従ったようだ。こうして、10年近くに亘るラ・ブラシュ伯爵との闘争は幕を閉じたのである。

### 国王ルイ16世への抵抗
『フィガロの結婚』は、ボーマルシェの最大の庇護者であったコンチ大公の「『セビリアの理髪師』以上に陽気な、フィガロ一家を舞台に登場させてほしい」という要請に応えて制作された作品であった。その完成を目にすることなく大公は亡くなってしまったが、ボーマルシェは大公との約束を果たそうと必死になり、結局1778年に完成させた。1781年9月、オペラ・コミックに客足を奪われ、興行成績の低迷に苦しんでいたコメディー・フランセーズの委員会は、同作品を上演作品として受理することを決めた。これに気を良くしたボーマルシェは、警察長官に検閲申請を行い、そこでも問題なしと判断されて、正式に上演許可を獲得した。
『フィガロの結婚』を高く評価していた貴族たちからの要請を受けて、国王ルイ16世も判断を下すために同作品を取り寄せた。これを朗読させ、王妃マリー・アントワネットとともに耳を傾けたという。この時、朗読役を任されたカンパン夫人の回想録に、この時の国王夫妻の反応が記録されている:
今日においては「凡庸そのもの」とか「無能」とか評価されることも多いルイ16世であるが、大勢の貴族が『フィガロの結婚』を表面的にしか理解していなかった(からこそ、作品上演を支持した)のに対して、その危険性を見抜いて上演禁止を言い渡したという事実は、結果論ではあるが国王に先見の明があったとも言える。この当時のフランス社会においては、市民たちはアメリカ独立戦争に刺激されて着々と力を蓄えつつあったし、貴族の間でも啓蒙思想が広く受け入れられていた。まさか10年もたたないうちに、自分たちが「フィガロ」のごとき市民たちに攻撃されるとは考えもしていなかったため、フィガロの権威を恐れもしない陽気な不屈さを愛し、その辛口な台詞の裏に隠された権威否定や身分制度批判の意図に気づかなかったのである。
こうして、作品の上演ならびに出版は禁止されてしまった。だが国王が自ら上演禁止処分を下したという事実が、却ってパリの人々の関心を刺激する結果となり、ボーマルシェはあちこちで朗読をせがまれた。作品の上演許可を取り付けるために、国王への抵抗として、彼はこの朗読を利用しようと考えた。毎日のように朗読会が開かれ、その巧みな朗読に大勢の人々が夢中になったという。こうして自信を深めたボーマルシェは、2度目の検閲申請を行った。この際の検閲官には、ジャン＝バティスト＝アントワーヌ・シュアール( Jean-Baptiste-Antoine Suard )が選ばれた。シュアールはアカデミー・フランセーズ会員であった(席次26番)が、平凡な劇作家であり、劇作家として成功しているボーマルシェを快く思っていなかったらしい。このような人間が検閲を審査するのだから、不道徳として却下された。
1783年になっても上演禁止措置は続いたが、同年6月13日、突然コメディー・フランセーズの役者たちにムニュ・プレジール劇場( Hôtel des Menus Plaisirs )で『フィガロの結婚』を上演するように通達が届いた。正確にはわからないのだが、王弟アルトワ伯爵が兄である国王に迫って、許可を出させたのだろうと推測されている。このことは瞬く間に貴族たちの間に広がり、公演のチケットは完売する熱狂ぶりであったが、幕が開く寸前で国王の使者が現れ、上演禁止の決定を伝えたのであった。優柔不断な性格であったと伝えられる王のことだから、この件でもその性格が出たのだろう。だが、まさに寸前でお預けを食らった貴族たちは黙っていなかった。この決定には反発が大きく、結局国王は9月26日になって、ヴォドルイユ伯爵の別荘で300人の貴族を前にした上演を許したのであった。
これに勢いをつけたボーマルシェは、作品の健全性を証明しようと躍起になった。『フィガロの結婚』の検閲申請をさらに4度にわたって繰り返し、彼の味方であったブルトィユ男爵に請願して「文学法廷」なるものを開催してもらうなど、徹底していた。これらをすべてクリアしたことで、同作品には有識者たちの信用が与えられたのである。その結果、抵抗を続けていたルイ16世もさすがに折れ、ついに市中での公演許可を出し、1784年4月27日に初演が行われた。パリ市民が全員押しかけてきたのではないかと思うほどの大成功であったという。
ところが、1785年3月にボーマルシェは筆禍事件を起こした。この事件は、フランス発の日刊紙『ジュルナル・ド・パリ』に匿名の記事が載ったことに端を発する。ボーマルシェはこの記事に反応し、返答を同紙に掲載させたが、両者のやり取りは次第に過激化していった。これに腹を立てたボーマルシェは、3月6日付で同紙の編集局に手紙を送ったのだが、その中の表現に問題があった。この手紙の「劇公演を実現するためにライオンや虎を打ち負かさなければならなかったわたしが…」という記述の「ライオンや虎」という比喩を、国王ルイ16世は自分たち夫妻のことであると解釈したのだ。元々日刊紙宛てに送られた手紙であったが、すぐにその内容は国王の知るところとなり、この記述が問題となってボーマルシェはサン＝ラザール牢獄に入れられてしまった。この牢獄は、政治犯や貴族が収容されるところではなく、放蕩のあまり身を持ち崩した良家の子弟などが入れられる牢獄であった。53歳にもなってこのような牢獄に入れられたという事実は、ボーマルシェのプライドをかなり傷つけたようだ。
しばらく面白がって見ていた世間も、さすがにこの王の行為を行き過ぎた横暴と見るようになった。5日後には釈放命令が出されたが、プライドを傷つけられて意固地になっているボーマルシェは、中々その命令に従おうとしなかった。懸命な周囲の人々の説得によってしぶしぶ牢獄を出た彼は、王に名誉回復のための条件を複数突きつけた。いくつかの条件は全く無視されたようだが、国王はその代わりとして、ヴェルサイユ宮殿の離宮にボーマルシェを招待し、『セビリアの理髪師』を王妃や王弟に演じさせたり、アメリカ独立戦争で被った負債の補償として80万リーヴルを下賜するなど、要求を上回る賠償をしたと言えるだろう。

### 名声の失墜
| この頃に書かれたボーマルシェの手紙 |  | この頃に書かれたボーマルシェの手紙 |
| この頃に書かれたボーマルシェの手紙 |  |                                    |

『フィガロの結婚』上演に関して一旦は国王に禁止命令を出されながらも、それを撤回させて見事に上演を成功させたボーマルシェは、まさに人生の絶頂期にあった。だが水道を巡る事業と、顔さえも知らない女性の問題に義侠心から首を突っ込んだことで足をすくわれ、その栄光にも陰りが出始めた。これらの問題を契機として陰り始めた彼の栄光は、フランス革命の勃発で完全に止めを刺されることになる。

#### ミラボー伯爵との論争
18世紀のパリが、とにかく不潔で非衛生的な都市であったことはよく知られているが、それは人間が生きる上で欠かせない水においても例外ではなかった。井戸水は排泄物やその他無数の汚物の混入によって汚染され、それを用いてパンやビールを作るものだから、健康にも悪影響を与えていた。当時の人々がどのように清潔な水を手に入れていたかといえば、街を練り歩く「水売り」からのみであった。このような状況を解決しようと、1777年に発明家のペリエ兄弟はパリ水道会社を設立した。シャイヨの丘に揚水ポンプを設置してセーヌ川の水を汲み上げ、パイプを通してその水をパリ市民に提供するのが目的であり、この当時としてはまさに画期的な試みであった。1780年代になって、ペリエ兄弟の要請を受けて、ボーマルシェも経営に参加するようになった。
会社は資金集めのために株券を発行したが、初めのうちは中々買い手がおらず、額面の2000リーヴルを割り込む始末であったが、1785年になって人気が沸騰し、結局4000リーヴルの値を付けるまでになっていた。銀行家のクラヴィエルとパンショーはこれに目を付け、株価の下落を狙ってあれこれ仕掛けたが失敗し、大損してしまった。そのため、会社の信用を傷つけて株価の下落を謀ろうと考え、ミラボー伯爵をけしかけて、攻撃文書を書かせることにした。この目論みは見事に成功し、攻撃された水道会社の株価は半分近くまで下落した。ミラボー伯爵は、以前ボーマルシェに借金を申し込んで断られたことを根に持っていたようだ。
ボーマルシェもこれには黙っていなかったが、これまでとは違った反応を見せた。彼の公開した反論文書は、相手の非難より水道会社設立の意義やその業務の進行状況に多くを割いた内容のものであった。ミラボー伯爵へはまるで大人が子供をたしなめるかのような回答を向けており、それは攻撃というよりからかい程度のものであった。伯爵はこの回答に激怒し、本来の目的であった水道会社の件を忘れて、ボーマルシェへの人身攻撃に躍起になったが、ボーマルシェは相手にしなかった。理由はわからないが、この手の論争に飽き飽きしていたのかもしれない。この2人の関係は1790年になって、伯爵からの和解の申し出によって修復されたが、この時のボーマルシェの態度をパリ市民たちは弱腰と考えたようで、後々この点につけ込まれることになる。
1786年12月、すでに同棲して12年以上になるマリー＝テレーズと正式に結婚した。

#### コルヌマン夫人を巡って
1781年10月、ボーマルシェはあるナッサウ大公妃の邸宅に大勢の人とともに食事に招かれ、その席である女性の話を耳にした。その女性は夫にひどい扱いを受けており、邸宅に監禁されているという。大公夫妻はこの女性を自由の身にしてやりたいと考えていたため、ボーマルシェに協力するように求めたが、これまで行動を起こすたびにトラブルになってきたことを理由に、初めは消極的であった。しかし、その女性の夫が出した手紙を読むうちに次第に態度を変え、女性の救出に協力する気になったようだ。
この女性は、名をコルヌマン夫人という。スイスに生まれたが、13歳で両親を失った。15歳の時、親族の勧めに従い、持参金36万リーヴルを携えて銀行家であるコルヌマンと結婚した。次第にドーデ・ド・ジョサンという男を愛人にするようになったが、これは彼女自身の浮気心からではなく、コルヌマン自身がそそのかしたのである。ドーデの裏には軍事大臣モンバレー公爵がいることを知り、彼を通じて軍事大臣に取り入って私腹を肥やそうとしていたのだ。この試みは見事に成功したが、1780年12月に軍事大臣が交代すると、ドーデの利用価値が無くなったために彼を切り捨てた。その一方で、銀行業の赤字を解消しようと夫人に持参金を寄越すように迫ったが、拒否されたため、国王の封印状を手に入れて身重の夫人を牢獄へぶち込んだのであった。
早速救出に乗り出したボーマルシェは、ヴェルサイユに赴き、ナッサウ大公夫妻とともに手分けをして関係者へ働きかけた。その結果、12月17日付で夫人を産科医の家に移して看護せよとの王の命令書を獲得した。こうして夫人は産科医のもとで出産を済ませ、コルヌマンの手の届かないところで法による庇護を受けることができた。離婚が許されない時代であったから、コルヌマンは和解しようと考えたようだが、うまくいかず、結局別居状態のまま数年間が経過した。
それから5年以上が経過した1787年2月、突然この件に関するコルヌマン夫人、ナッサウ大公夫妻、ドーデ・ド・ジョサン、警察長官ルノワール、ボーマルシェの5人を標的とした中傷文書がパリに大量にばらまかれた。この文書には「コルヌマン」と署名が入っていたが、実際それほど頭の切れる男ではなかったようだから、このような思い切った真似は出来なかったろうし、思いついたのもまた彼ではないだろう。この文書を手掛けたのは、弁護士のベルガスという男であった。この弁護士は売名しか頭にない悪徳弁護士で、生涯にわたって中傷や名誉棄損で裁判を引き起こし続けた。弁護士というよりデマゴーグというほうがふさわしい輩である。たまたまコルヌマンと出会ったベルガスは、コルヌマンの抱えるこの問題を絶好の機会と捉えたようで、彼の顧問弁護士となって、この一件に散々脚色を加えて文書を発表したのであった。ベルガスが特に標的としたのは、ボーマルシェの栄光とミラボー伯爵との論争で見せた弱腰であった。コルヌマンを妻に裏切られた哀れな夫に仕立て上げ、妻を救出した者たちを極悪非道な人間として描く。これを世に広めるためには人目を惹く必要があるが、そのためにボーマルシェを徹底的に叩いたのである。
これに対抗するために、ボーマルシェも反論文書を発表した。コルヌマン夫人を救出した事実を認めた上で、彼女がいかに夫から虐待されていたか、コルヌマンがいかに暴虐非道な男であるかを、その証拠となる手紙とともに論理的に示した。この論理的な反論には何も返答できないと考えたのか、この後のベルガスの攻撃はもっぱらボーマルシェへの中傷に絞られることになった。ベルガスのしつこさは相当なもので、この問題が起こってから1年半の間に200以上の中傷文書がばらまかれている。ボーマルシェも決して黙っていたわけではなかった。コルヌマンとベルガスを名誉棄損で訴え出るとともに、複数の反論文書の公開で対抗しようとしたのだが、市民たちはベルガスにこそ正義があると信じ込んでいたため、大した効果を挙げなかった。裁判ではボーマルシェが勝訴したが、ベルガスによる中傷攻撃で失った人気は回復しなかった。

### フランス革命

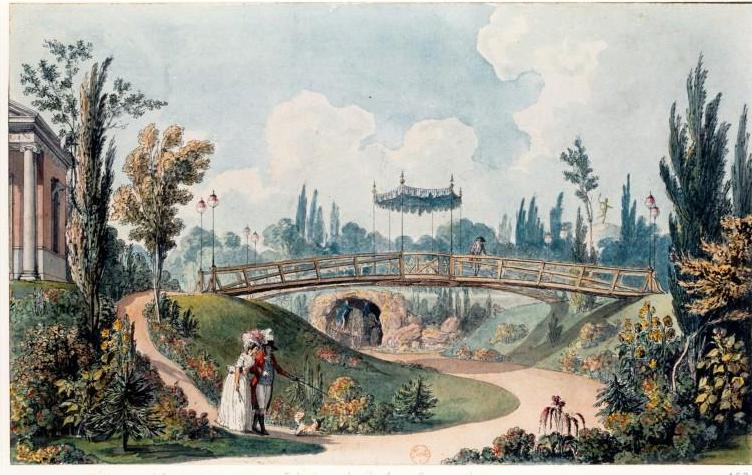
ボーマルシェ邸の豪奢な庭園

1787年6月、バスティーユ城砦前のサンタントワーヌ街の土地が競売に付されていることを知ったボーマルシェは、これをおよそ20万リーヴルで落札し、170万リーヴルの大金をかけて豪邸を建設した。建設完成と同時に、この地区の区長に選ばれている。広大な土地に贅の限りを尽くした豪奢な建物は、法律を犯してこそいなかったが、如何せん場所が悪すぎた。市民たちが旧体制の象徴と見做していたバスティーユ城砦の前の土地にこれほどの豪邸を建築したために、庶民から激烈な反感を買ったのである。彼らに襲われないように日ごろから貧者たちへの施しを忘れなかったが、それでも自宅からそう遠くないところで市民たちによる放火暴動騒ぎなどもあって心配になったのか、警察長官へ治安の回復を求めたりしている。市民たちはボーマルシェを旧体制側の人間と見做していたようで、パリ・コミューンのメンバーとして招集された際にも、コルヌマンとの一件で彼に敵対した人間たちから激しい非難が挙がり、しばらくメンバーから外されたほどであった。
1792年3月2日、彼の元へある手紙が届いた。ボーマルシェの激動の人生の締めくくりにふさわしい事件の始まりである。この手紙はベルギー、ブリュッセル在住の商人ドラエーという男が差し出したもので、ボーマルシェにある取引を申し出る内容であった。
この当時のベルギーではブラバント革命が一時的な成功を治めていたが、指導者たちが仲違いを起こして結局失敗、短期間で再びハプスブルク家の支配下に組み込まれていた。ドラエーはこの革命の際にハプスブルク家に味方したために財産を没収されるなど大損害を受けていたが、革命の失敗によってそれを補償してもらえることになった。革命に際して追放されたヨーゼフ2世は病死してしまったため、ベルギー皇帝の座に納まったレオポルト2世はドラエーにブラバント中の小銃を買い取る独占権を与えた。ただ、この銃は革命軍から接収したものであるため、これらすべてを国外に売り飛ばすことが条件であった。数にして20万挺の銃を用意できたものの、これほどの銃を捌く能力がドラエーにはなかったようで、困りはてた末にボーマルシェに目を付け、混乱を極めているフランスに役立つから、と提案してきたのである。
すでにこの頃にはボーマルシェは事業を畳んでいたし、その話の大きさに乗り気ではなかったために一旦この話を断ったが、ドラエーが粘り強く動き回ったため、結局3月16日になって「小銃をフランス政府が購入した場合、利益の3分の2をボーマルシェ、3分の1をドラエーが取る」との内容で契約を交わした。この合意を実現させるために、早速ボーマルシェは軍事大臣と交渉に入ったが、その支払い方法で中々折り合いがつかなかった。ボーマルシェはオランダ通貨のフローリンで支払いを要求したのに対し、政府側はアシニャ債での支払いを主張したからである。アシニャ債は当時のフランスの大混乱が影響して、通貨としてとにかく弱く、外貨との交換レートがどんどん下がっていたから、利益が目減りするのを避けたいボーマルシェが難色を示すのも当然であった。それでもなんとか4月3日になって交渉は成立した。ボーマルシェがおよそ75万リーヴルの終身年金証書を抵当として差し出す代わりに、アシニャ債で50万リーヴルの融資を受け、追加資金が必要な場合は政府が提供するとの内容であった。
早速代理人ラオーグをブリュッセルに派遣したボーマルシェであったが、この話は中々思うようには進まなかった。各国の利害が絡んでいた上に、あくまで秘密裏に運んでいるはずのこの取引についてかなりの情報が漏れ出ていたからである。誰が情報を漏らしたのか、今となっては確認する術もないが、革命期のフランス政府の情報管理の緩慢さと、政府内部に私腹を肥やすために平然と売国行為を働く人物がいたことを裏付ける事実である。
情報を漏らす人物のおかげで、ついにパリ市民たちまでもがこの取引について知るようになった。秘密取引が秘密でなくなったどころか、6月4日付の国民議会において「ボーマルシェがブラバントで7万艇の小銃を買い付けたにもかかわらず、それをパリのどこかに隠している」との告発されてしまう。そもそも取引が成立していないのだから全くの事実無根であるが、この告発をきっかけとして「小銃を隠し持っている」との噂が独り歩きしていくことになった。この噂はどんどん広がっていき、ついに8月11日、ボーマルシェの豪邸は民衆による襲撃を受けた。ボーマルシェはこの襲撃に際して、はじめは弁解のために民衆に立ち向かおうとしたようだが、殺害される恐れがあるとの友人の勧めに従って、ひっそりと邸宅を抜け出したという。噂を信じ切っていた民衆たちは、ボーマルシェ邸で武器を探し回ったが、見つかるはずもなく、その代わりに大量に売れ残ったヴォルテール全集を見つけたという。
議会での告発と時期を同じくして、突然代理人がパリへ帰ってきた。オランダ政府が「自国の港に置いてある小銃の行先がインドであること」の保証として、5万フローリンを要求してきたのだという。関係大臣と協議を重ねて保証金捻出の目途を付けて、代理人をオランダに発たせたボーマルシェであったが、ここでもうまく事は運ばなかった。この取引の利益を横取りしようと画策した外務大臣ル・ブランの妨害に遭ったのである。ル・ブランは、ボーマルシェの代理人のパスポートを取り上げた上で、ラルシェという男をボーマルシェ邸へ出向かせた。8月20日のことである。この男は、オーストリアの商社から依頼されてやってきたと告げたのち、1週間後に小銃をフランスに到着させられるから、利益を折半にするよう提案を行ってきた。そして、今日中に返事をするように半ば脅迫めいた言葉を残して立ち去っていったという。
こうして、ル・ブランの妨害に気づいたボーマルシェであったが、対策を考えるには遅すぎた。ラルシェの残していった脅迫めいた言葉が現実のものとなり、8月23日に逮捕されてしまったのである。「国から支払代金を受け取りながら、購入済みの小銃をフランスへ移送することを拒否した」という国家への裏切りが彼にかけられた容疑であった。取り調べにおいて、一つ一つ丁寧に整然と説明を行ったため、嫌疑は晴れかけたが、ここでも邪魔が入った。ボーマルシェの言葉を借りれば「黒髪で鷲鼻の、ある恐ろしげな顔つきをした小男」であるジャン＝ポール・マラーが現れ、取り調べの調査結果をひっくり返したのである。これによって、再び牢獄暮らしの日々が続くかと思われたが、8月29日になって突然釈放命令が下された。彼の愛人アメリー・ウーレが、ボーマルシェを助けるためにその美貌を活かして、パリ・コミューンの主席検事であるマニュエルと関係を持ったためである。ボーマルシェの女好きが、図らずもこうして身を助けたのであった。
9月18日、ボーマルシェとその同行者1名に対してパスポートが発行されたので、それを利用してイギリス、オランダへ問題解決のために赴いた。この時点では、ボーマルシェの取引相手であり、融資をしてくれていたイギリスの銀行家が小銃購入の名義人となっていたから、まずイギリスへ向けて小銃を運び出し、イギリスからインドへ向けて運び出すふりをして、フランスへ運べばオランダを刺激しないで済むだろうと考えてのことであった。10月3日にロンドンに到着し、手筈を整えてオランダへ向かったが、同地の政府が要求した保証金5万フローリンが届いていなかった。確かに関係大臣と協議して保証金の目途は付けていたものの、政情不安によって大臣がころころ変わっていたから、結局有耶無耶になっていたのである。新たな問題の発生に対処しようとオランダで金策に走るうちに、フランスでは国民公会議員ルコワントルが提出した、小銃を中々フランスに運び出さない(運び出せない)ボーマルシェに対する非難決議が可決されていた。この決議の可決によって逮捕状がハーグのフランス大使の元に届けられたため、ボーマルシェはオランダにいられなくなり、難を逃れるためにイギリスへ戻らなければならなくなった。
だが、この非難決議の陰で糸を引いていたのは、ル・ブランやその取り巻きたちであった。またも邪魔をされたことに怒ったボーマルシェは、穢された名誉を回復するために、フランスへの帰国を企てた。非難決議が出ているのにわざわざフランスへ出向くと言うのはまさに自殺行為であり、この考えを知った銀行家は仰天するとともに、自身の債権が焦げ付くのを恐れてボーマルシェを告訴し、公権力に身柄を確保させた。ボーマルシェも拘留されて冷静さを取り戻したのか、遺された手紙から察するに、特に銀行家へ恨みを抱いてはいなかったようだ。この問題に関する経緯を詳細に記した文書を書き上げ、イギリスの銀行家に対する債務を履行して自由の身になったボーマルシェは、2月26日にパリへ戻った。さっそく獄中で書き上げた文書を印刷してパリ中にばら撒くと、非難決議を提出したルコワントルはあっさり自身の非を認めたため、5月7日になって公安委員会から正式に無罪が言い渡された。それどころか、小銃の取得に全力を挙げるように依頼されたのであった。
その依頼に応じてオランダに出向いて様々な策を試みるが、なおも事態は好転するどころか、悪化する一方であった。成果を挙げられないまま時だけが過ぎ、ついに1794年3月14日、亡命者リストに名前を載せられてしまう。この名簿に名前を載せられると、財産はすべて没収され、帰国次第反逆者として逮捕されてしまうため、ボーマルシェはフランスに帰ることもできなくなった。その後もあれこれ手を尽くすも何も状況を変えられず、結局10月20日、イギリス当局が小銃を接収したことでこの問題は幕を閉じた。名義上の所有者がイギリス人であることに、時の首相であった小ピットが目を付けたのであった。
こうして、3年にわたるボーマルシェの努力はすべて無駄になった。資金も使い果たしてしまったボーマルシェは、ひたすら貧窮に喘ぎながら故郷へ帰れる日を待つほかなかった。1796年6月になってようやく亡命者リストから彼の名前が外された。パリへ帰還できたのは同年7月5日のことであった。

### 最期

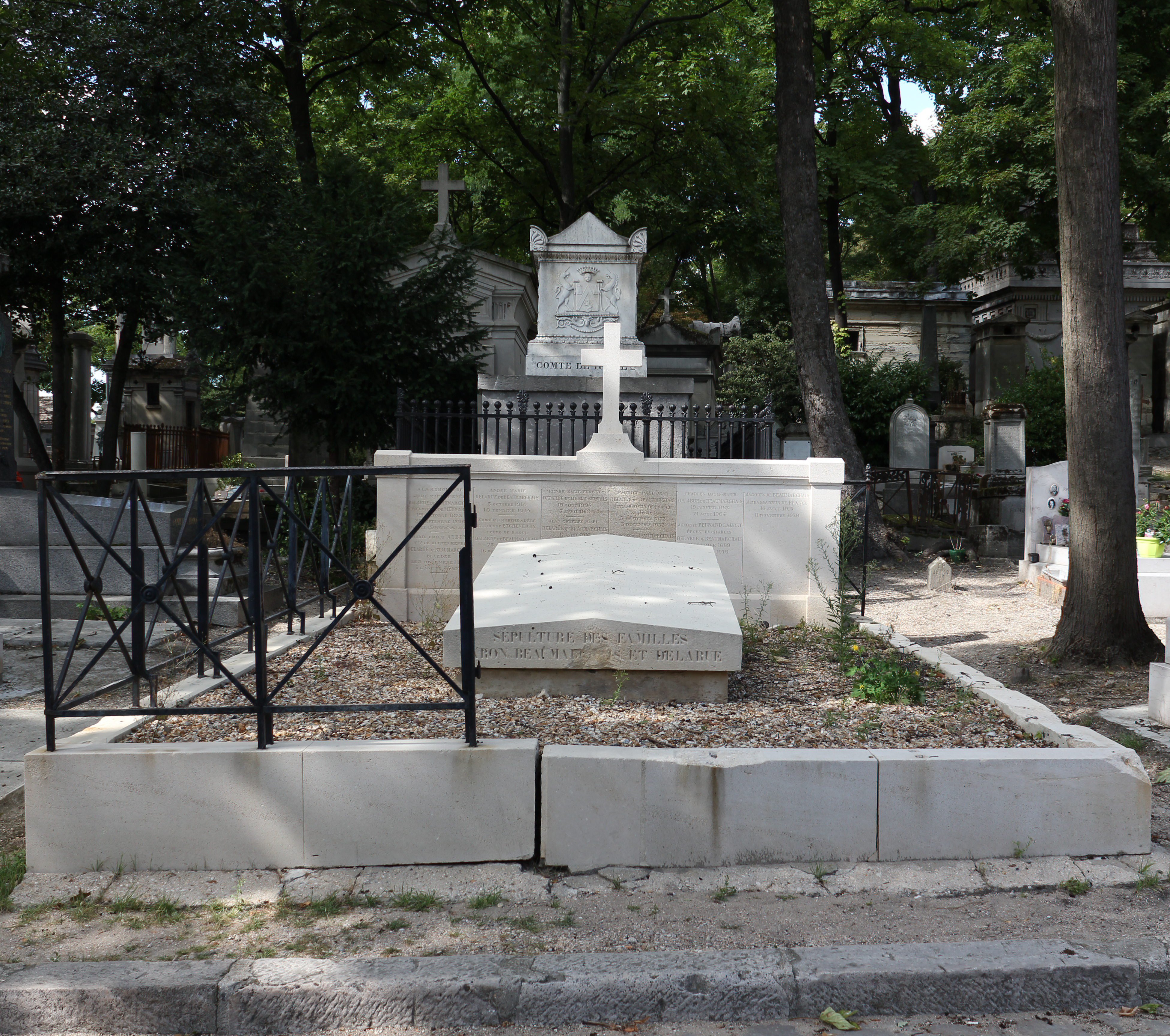
ボーマルシェの眠る墓

パリに戻ったボーマルシェは、再び幸せな家庭生活を取り戻すためにあれこれ動き回った。それとともに、小銃取引の件で金銭的決着をつけるべく、フランス政府との交渉に乗り出した。1797年1月、総裁政府は委員会を組織してこの問題の調査に乗り出した。どちらがどれほどの債務を負っているのか、委員会は問題を精査し、調査に乗り出してから1年後にボーマルシェを債権者と見做して、フランス政府に100万フランを支払うように結論付けた。額に不満があったのか、これを不服としたボーマルシェは再審理を要求したが、今度は正反対の結論が出てしまった。当然ボーマルシェはこれに納得せず、再び審理を要求したが、結論は変わらなかった。判決の不当性を訴えるために財務大臣に手紙を送るなどしているが、結局ボーマルシェの生前にこの問題は片付かず、逝去から3年後の1802年にようやく決着した。
帰国後のボーマルシェの生活は、着実に立ち直りつつあった。劇壇での名声も『罪ある母』の再演によって回復していたが、1799年5月18日、安らかに眠るように死んでいった。死因は脳卒中であったらしいが、苦しんだ形跡は見られなかったという。遺体は自邸の庭の一隅に葬られたが、1822年にペール・ラシェーズ墓地に移された。かつて彼の豪邸が立っていた通りは、現在ボーマルシェ大通りとして知られている。

## エピソード
- かなり魅力的な、いわゆる良い男であったらしい。親友の残した伝記によれば:

とある。書き手は親友であるから、その点を意識しなければならないが、ボーマルシェが生涯に亘って女性に人気があったのは事実である。しかし後半にあるように、同性からすれば自信過剰な憎たらしい男と映ったかもしれない。実際、身分の低いボーマルシェが高貴な身分の淑女たちをとりこにしたために、数々の誹謗中傷がなされ、一々克服しなければならなかったようだ。
- パーリ＝デュヴェルネーの援助を得て貴族の地位を買い取ったが、成り上がりものだと陰口を叩く者がいると、「おれは正真正銘の貴族だ！何ならその領収証を見せてやろう！」と返したという[4]。
- 初のヴォルテール全集を刊行したことでも知られている。1783年から1790年に亘って全92巻を刊行する大事業であったが、大赤字を出してしまった。もはやフランス革命を論ずる時代ではなく、行動に移す時代であったこと、ヴォルテールの死去によって人気が落ちたことなどが理由として挙げられる。結果だけを見れば失敗した事業であったが、全集刊行という功績は大きく、今日においてもこの時の全集は基礎として尊重されている[124]。
- 日本に渡来した最初にフランス人であるフランソワ・カロンの子孫であるという説があるが、その可能性は低いようである[125]。

## 著作権擁護のために
1775年2月23日、『セビリアの理髪師』の初演がコメディー・フランセーズにて行われた。1773年1月の時点で、上演候補作品としてコメディー・フランセーズに受理されていたのだが、ショーヌ公爵との乱痴気騒ぎやグズマン判事夫妻との闘争のおかげで、中々作品を上演することができず、大幅に上演が引き延ばされていた。そのような過程もあって前評判は上々、興行成績でも大成功するかと思いきや、大失敗してしまった。四幕物として書き上げていた同作品を上演数日前に五幕物に書き換えた、つまり、完成されていた作品を無理に太らせたため、作品は冗長な内容となってしまったのである。この書き換え作品で大失敗したため、以前の四幕物に戻されて再度26日に上演され、大成功を収めた。フィガロ三部作の第一作目はこうして産声を上げたのである。
今日でこそ著作権は作者の権利として厳しく守られているが、この当時にあっては著作権は無きに等しいものであった。こうした考えは17世紀初頭から続いており、たとえばオテル・ド・ブルゴーニュ座の座付き作家であったアレクサンドル・アルディやジャン・ロトルーは劇団の求めに応じて作品を次々と書かなければならず、その結果制作された作品も作者の手を離れて、劇団固有の財産となるなど、今日から考えればずいぶん作者を蔑ろにした契約を結ばされていたのである。しかも、作品が一度出版されるとその作品は演劇界共有の財産となり、作者には一切金が入らなくなるなど、理解し難い慣習もあり、モリエールはたびたびこの慣習のせいで迷惑を被っている。
ボーマルシェによれば、劇作家と劇団が対等な立場で契約を交わしたのは、1653年のフィリップ・キノーの例が最初であるという。この契約においてキノーは興行成績から諸経費を引いて残った額の9分の1を得ることになっており、この内容がそのまま1685年になって正式にほかの作家にも適用されることになった。ただ、「人気が落ちたなどして一度上演不可能になった作品が、再度上演された場合の収入は全て劇団のものとなる」という条項があり、その後も手直しが加えられた結果、「夏季に300リーヴル、冬季に500リーヴル以下の収入が2度続いた場合、失敗作とみなし、作者に収入を払う必要はない」との内容に改められた。
ところが1757年になって、コメディー・フランセーズはこの条項を「夏季800リーヴル、冬季1200リーヴル」と無断で書き換えて、劇作家の立場を侵害するようになった。それどころか、本来劇団が支払う「貧者への4分の1税」なる慈善病院への納付金をも作者に一部負担させたり、桟敷席の予約収入はすべて懐に入れたり、作品が成功して上演回数を重ねるにつれて意図的に上演をいったん中止し、その後再演して収入をすべて自分たちのものとするなど、まさにやりたい放題であった。ロンヴェ・ド・ラ・ソーセという劇作家は、その作品が5回の上演で12000リーヴルの収入をあげたにもかかわらず、収入を得るどころか、劇団に負債があるとして金を要求される始末であった。さすがに怒ったラ・ソーセは世間に抗議文書を発表した。世間に噂が広がってさすがに無視できなくなったのか、劇場監督官であるリシュリュー公爵は協定の問題点を探って、解決法を見出すようにボーマルシェに依頼したが、この時『セビリアの理髪師』が大成功して、劇団と良好な関係を築いていたボーマルシェには、敢えてこの問題に首を突っ込む理由が見当たらなかった。
だが劇団は、『セビリアの理髪師』に関してもあくどいやり方で臨んできた。ボーマルシェは、同作品の32回目の上演後に正確な収支計算を要求したが、劇団はなかなか返事をよこさなかった。1777年1月3日、劇団幹部の俳優デゼサールが苦情を申し立てられずに済むように、として32回分の上演料として4506リーヴルを差し出してきた。金額につけられるべき収支計算書もなく、デゼサールが大さっぱな見積もりによる金額であると説明してきたため、金の受け取りを拒否し、正確な計算書の提出を求めた。1月6日の劇団宛ての手紙では、正確な収支計算書の作成方法を示している。劇団に断固とした姿勢で臨むボーマルシェであったが、相手が自分の芝居を演じてくれる役者たちであるだけに、慎重な姿勢をも崩さなかった。1月19日、書面自体で収支計算に関して極めて丁寧な申し入れを行っているが、劇団は相変わらず不誠実な対応を繰り返した。確かに収支計算書を送ってはきたものの、そこには誰の署名も入れられていなかった。無署名の文書と言うのは、その正確さがどうであれ、社会的には単なるメモでしかない。ボーマルシェはこの対応に憤慨し、1月24日付の手紙において言葉遣いは丁寧ながらも、責任者の署名と『セビリアの理髪師』の続演の2点を要求し、これまで他の劇作家にしてきたようにあくどいやり方を自分にも貫くのなら、それなりの対応を執ると仄めかした。1月27日、劇団は「上演ごとの収入額は正確に計算できるが、諸経費は日々変化するので、全体としては大雑把な見積もりしかできない」と言い訳の返事をよこしてきた。ボーマルシェはこれに納得せず、日々の経費の計算方法を明示した返事を送りつけた。
劇団は、ボーマルシェが手に負えない相手だと悟ったようで、問題を公正かつ誠実に解決するためとして、顧問弁護士3名と劇団員4名で委員会を結成し、ボーマルシェの要求を検討した上で通知を行うと2月1日付の手紙で伝えてきた。ところが劇団は、この問題の解決のために折れるつもりなど初めからなかったようだ。いつまで待っても返事が来ないボーマルシェのもとをある知人が訪れ、「セビリアの理髪師を上演するよう劇団に要求したが、色々な理由をつけて拒否されている。役者たちは、その原因は我々(役者)にあるのではなく、作者にあると言っている」と伝えたという。ボーマルシェはこの不誠実な態度に怒り、これ以上事を引き延ばすなら、法的手段に訴え出ると書面で宣言した。この宣言に劇団は慌て、ボーマルシェを宥める一方で、宮廷の有力者たちに助けを求めた。
6月15日、ボーマルシェのもとに王室侍従長の1人であるデュラス公爵から手紙が届いた。自分が仲介するから、一度面会したいという。ボーマルシェはこれに応じて、公爵にこの件の簡潔な概要を手紙で送ったのち、6月17日に公爵と面会した。公爵はこの席で「思慮分別のある劇作家を集め、劇団と作家側の抱える問題を解決する規則を作成するよう」ボーマルシェに提案し、自身は「その規則作成に全面的に協力する」と伝えてきた。この提案通りにボーマルシェは劇作家たちに働きかけ、7月3日、ボーマルシェ邸に23人の劇作家が集まった。ボーマルシェは集まった全員に公爵との面会の詳細を報告し、議論を進めた。その結果、ボーマルシェを代表とする4人の委員が選出され、彼が先頭に立って公爵との折衝や劇団との交渉に当たると決定した。こうして、ボーマルシェを代表とした劇作家協会が誕生したのである。
こうして、この問題は『セビリアの理髪師』に関するボーマルシェの個人的問題という範疇を超えて、演劇界全体を巻き込んだ劇作家協会とコメディー・フランセーズの対立に発展していった。劇作家協会の設立後も、この問題に関しては中々ボーマルシェの思うようには事は進まなかった。紆余曲折を経て、結局1780年に国王ルイ16世が直接解決に乗り出したのである。国王の下した裁定では、たしかに収入計算の方法は明確化されたものの、その作品を失敗作とみなす基準が夏季1800リーヴル、冬季2300リーヴルに引き上げられてしまった。国王がこのような高い基準額を設定してしまったため、以前より容易に失敗作とみなされてしまうこととなったのである。
この件に関する、ボーマルシェの闘いは一旦ここで終わりを告げた。絶対王政下では、国王の裁定に異議を下すなど出来るはずもないことであったからだ。この国王の裁定は、劇作家たちの助けとはならず、結局彼らは以前のしきたりに則って上演料をもらい続けたという。フランス革命の勃発は、この問題にも多大な影響を与えた。1791年1月13日、憲法制定国民議会によってコメディー・フランセーズの特権は廃止され、その作品の成否にかかわらず、正式に劇作家の権利が認められるに至ったのである。直接ボーマルシェが劇作家の権利を獲得したわけではないが、彼の闘いは間接的に大きな影響を与えたと言えるだろう。

## 作品
- ウジェニー -  Eugénie  - 1767年
- 2人の友、またはリヨンの商人 -  Les Deux Amis ou le Négociant de Lyon   - 1770年
- セビリアの理髪師 -  Le Barbier de Séville ou la précaution inutile  - 1775年
- フィガロの結婚 -  La Folle journée ou Le Mariage de Figaro  - 1784年
- タラール -  Tarare  - 1787年
- 罪ある母 -  L'Autre Tartuffe ou la Mère coupable  - 1792年

## 映画
1996年にフランスでボーマルシェの半生を描いた映画『ボーマルシェ フィガロの誕生』（原題：Beaumarchais, l'insolent）が製作された。